# Blocus de Berlin
Vous lisez un « bon article » labellisé en 2018.
Pour les articles homonymes, voir Crise de Berlin et Blocus (homonymie).
Guerre froide
Le blocus de Berlin est l'un des épisodes majeurs de la guerre froide en Europe durant lequel les Soviétiques bloquent les accès terrestres vers Berlin des trois puissances occidentales qui en retour organisent un grand pont aérien pour ravitailler leurs garnisons et les populations civiles berlinoises.
Le 24 juin 1948, à l’issue d’une longue dégradation des relations entre les quatre puissances occupantes de l’Allemagne, l’Union soviétique (URSS) bloque toutes les voies routières et navigables par lesquelles Américains, Britanniques et Français communiquent entre leurs zones d'occupation en Allemagne et Berlin. Le blocus dure jusqu’à ce que les Soviétiques le lèvent sans contrepartie le 12 mai 1949, prenant acte ainsi de leur échec à mettre la main sur Berlin.
Le blocus de Berlin est l'une des toutes premières crises de la guerre froide. Elle en est aussi la plus grave, jusqu'à ce qu'une seconde crise à Berlin (1958-1961) — conclue par la construction du mur —, puis la crise des missiles de Cuba (1962) plongent à nouveau le monde dans la crainte de la guerre et de l'holocauste nucléaire.
Le devenir de l'Allemagne est en 1948 au cœur de l'opposition entre les États-Unis et l’Union soviétique. Staline a réussi à prendre le contrôle de tous les pays d'Europe centrale sans provoquer de réaction concrète des Occidentaux, et les mouvements communistes sont très actifs dans une Europe de l'Ouest qui peine à se relever de la guerre et dont les Américains veulent à tout prix éviter qu'elle ne passe sous la tutelle de Moscou. Les deux initiatives majeures prises dans cet objectif par Washington, le plan Marshall de sauvetage économique de l'Europe et la création d'une Allemagne de l'Ouest solidement arrimée à la sphère atlantique, sont contraires aux intérêts de Staline qui souhaite étendre son influence à toute l'Allemagne. Isolée au milieu de la zone d'occupation soviétique en Allemagne, Berlin est militairement indéfendable par les Occidentaux. Staline y voit une occasion de les faire reculer sur leurs initiatives ou à défaut de les chasser de la ville ce qui serait politiquement et symboliquement une grande victoire.
L'Histoire a retenu de cette crise la détermination des alliés occidentaux à conserver leur place à Berlin et le succès du pont aérien mis en œuvre dès les premiers jours par les Américains et les Britanniques. Cette vision occulte les craintes et les incertitudes dans lesquelles furent plongés les dirigeants occidentaux, partagés sur les intentions réelles des Soviétiques et sur la capacité du pont aérien de Berlin à assurer dans la durée le ravitaillement de la population berlinoise de plus de 2 millions de personnes, dont en outre il était difficile de prévoir si elle se tournerait vers Moscou pour éviter de nouvelles privations ou si elle croirait en un avenir au sein du monde occidental. Enfin, la question de l'emploi ou non de l'arme nucléaire redevient un enjeu politique et militaire aux États-Unis pour la première fois depuis les bombardements atomiques d'Hiroshima et Nagasaki.
L'échec du blocus de Berlin permet aux Occidentaux de mener à bien leurs plans relatifs à la création de l'Allemagne de l'Ouest, incluant Berlin-Ouest, et à l'introduction du Deutsche Mark. Les Soviétiques y répondent par l'instauration de l'Allemagne de l'Est. Le blocus précipite aussi la conclusion en avril 1949 du traité de l'Atlantique nord, alliance militaire transatlantique occidentale, dont l'Allemagne de l'Ouest deviendra membre en 1954, provoquant en riposte la création en 1955 du Pacte de Varsovie par les Soviétiques.
Le rideau de fer entre le bloc de l'Ouest et le bloc de l'Est ne bougera plus jusqu'à la chute du mur de Berlin qui marquera la fin de la guerre froide, dont Berlin aura été le cœur symbolique pendant quarante ans.

## Origines
Ni à Yalta, ni à Potsdam, les Alliés ne réussissent à s'accorder sur le devenir de l'Allemagne. Le régime d'occupation totale qu'ils mettent en place après leur victoire sur l’Allemagne nazie abolit la souveraineté allemande, laisse à chaque puissance occupante une grande liberté d'action dans sa zone mais repose sur une administration conjointe pour les questions concernant l'Allemagne dans son ensemble et repousse à plus tard les décisions relatives à ce qu'il adviendra d'elle à moyen terme.
La cause profonde du blocus de Berlin se trouve dans les faiblesses inhérentes à ce régime d'occupation quadripartite qui fonctionne de plus en plus mal jusqu'au blocage dès lors que les intérêts des anciens alliés deviennent opposés. Les négociations intenses menées en 1946 et 1947 par les quatre puissances occupantes n'aboutissent à aucun accord sur le démembrement ou non de l'Allemagne, et dans ce dernier cas sur le rétablissement ou non d'un état central et sur la nature de son régime politique,,.
Les causes immédiates de l'instauration du blocus sont les initiatives prises début 1948 par les Occidentaux sans les Soviétiques pour instaurer un état allemand sur le territoire de leurs zones d'occupation, incluant avec un statut spécial leurs secteurs à Berlin, et pour introduire une nouvelle monnaie, le Deutsche Mark, afin de relancer l'économie allemande.

### Le sort de l’Allemagne et de Berlin après la guerre

Les quatre zones d’occupation de l’Allemagne.

Les quatre secteurs d’occupation de Berlin.

Alors que la défaite allemande devient certaine, les gouvernements du Royaume-Uni, des États-Unis et de l’Union soviétique se retrouvent à Londres et commencent à discuter du sort de l’Allemagne vaincue. Ils signent le protocole de Londres le 12 septembre 1944 qui stipule que « l’Allemagne, à l’intérieur de ses frontières telles que celles-ci existaient au 31 décembre 1937, sera divisée pour les besoins de l’occupation en trois zones, une de ces zones étant attribuée à chacune des trois Puissances, et en une zone spéciale pour Berlin qui sera occupée conjointement par les trois Puissances ». Puis, le 14 novembre, ils définissent la gouvernance de leur occupation conjointe en instaurant un « Conseil de Contrôle Allié » (CCA) formé des Commandants en chef de chacune des trois zones d'occupation pour les affaires concernant l'Allemagne dans son ensemble, au sein duquel les décisions seront prises à l'unanimité. Concernant Berlin situé en pleine zone soviétique, l'accord prévoit l'instauration d'une autorité interalliée, dite « Kommandatura », dirigée par trois officiers supérieurs nommés par leurs commandants en chef respectifs.
Lors de la conférence de Yalta en février 1945, Winston Churchill, Franklin Roosevelt et Joseph Staline aménagent ces accords en attribuant à la France une zone d'occupation en Allemagne et un secteur à Berlin, constitués à partir des zones initiales britannique et américaine, et en invitant la France à devenir membre du Conseil de Contrôle Allié et de la Kommandatura.
Du 17 juillet au 2 août 1945, la conférence de Potsdam esquisse l’après-guerre, alors que les premières tensions se font déjà sentir. Elle réunit Harry Truman, le nouveau président des États-Unis, Joseph Staline et Winston Churchill, qui sera remplacé en cours de conférence par le nouveau premier ministre du Royaume-Uni Clement Attlee. Les trois puissances définissent un ensemble de principes politiques et économiques qui gouverneront le traitement de l'Allemagne durant la période initiale d'occupation et s'accordent sur la démilitarisation, la dénazification, la décartellisation et la démocratisation du pays. Elles renoncent au démembrement immédiat de l'Allemagne et établissent un « Conseil des ministres des Affaires étrangères » pour préparer les règlements de paix définitifs.
Le 30 août 1945, la première réunion officielle du Conseil de contrôle allié (CCA) réunit à Berlin Montgomery pour la Grande-Bretagne, Koenig, qui a succédé à de Lattre à la tête de l'armée d'occupation, pour la France, Joukov pour l'Union soviétique et Eisenhower pour les États-Unis. L'accès à Berlin par les puissances occidentales n'a pas été réglé par les conférences de Yalta et de Potsdam, il revient donc au CCA de s'en saisir : entre septembre et novembre 1945, des accords organisent le trafic routier, fluvial et ferroviaire ainsi que le libre survol de la zone soviétique dans des couloirs aériens pour relier les zones française, anglaise et américaine d’Allemagne à leur secteur d’occupation respectif dans Berlin,.
Une première unité de l'U.S. Army arrive à Berlin le 1er juillet 1945 et s'installe dans le secteur américain. Chargée d'administrer Berlin, la Kommandatura interalliée commence à fonctionner le 11 juillet 1945 sur un principe de décision prise à l'unanimité en liaison avec l'administration civile allemande de la ville. La circulation entre les secteurs est libre.

### La mésentente entre les quatre puissances occupantes
L'évolution de la situation à Berlin entre 1945 et 1948 s'inscrit dans le contexte plus large de la guerre froide au sein duquel la question de l'avenir de l'Allemagne est la principale préoccupation des dirigeants des quatre puissances occupantes et mobilise tous leurs efforts diplomatiques. Le contrôle de Berlin en est à la fois un enjeu direct car la présence occidentale constitue un obstacle à la soviétisation de toute la partie orientale de l'Allemagne, et un symbole fort car le départ des Occidentaux porterait un coup sévère à la crédibilité du soutien américain aux démocraties occidentales et à leur présence dans la partie occidentale de l'Allemagne.

#### La montée de la guerre froide
La consolidation de leurs zones d'influence respectives et les incertitudes quant aux intentions réelles des uns et des autres instaure tout au long de 1946 un climat de méfiance entre les États-Unis, la Grande-Bretagne et l'Union soviétique qui met fin de facto à l'alliance du temps de guerre.
Du côté soviétique, Staline entend imposer le communisme et s'assurer le contrôle définitif d'une zone d’influence en Europe de l'Est qui le protège d'une éventuelle agression américaine qu'il craint, tant l'URSS est sortie exsangue de la guerre. Son ambassadeur à Washington, Nikolaï Novikov, fait une analyse inquiète de la politique américaine : « Il faut accorder une grande attention au fait que les États-Unis sont en train de se préparer à une future guerre et qu’elle sera menée contre l’URSS, qui aux yeux des impérialistes américains est le principal obstacle à leur domination sur le monde ».
Du côté occidental, Winston Churchill met en garde le « monde libre » contre la menace que constitue l’expansion soviétique dans son célèbre discours de Fulton dans lequel il dénonce le « rideau de fer ». George Kennan, numéro deux de l’ambassade américaine à Moscou, envoie en février 1946 un message connu sous le nom de « Long télégramme ». Dans ce message, il alerte Washington sur la nature totalitaire du régime stalinien et sa propension à sans cesse trouver un nouvel ennemi pour se justifier, mettant ainsi en danger la liberté des peuples, et il conseille un durcissement de la politique américaine à son égard.

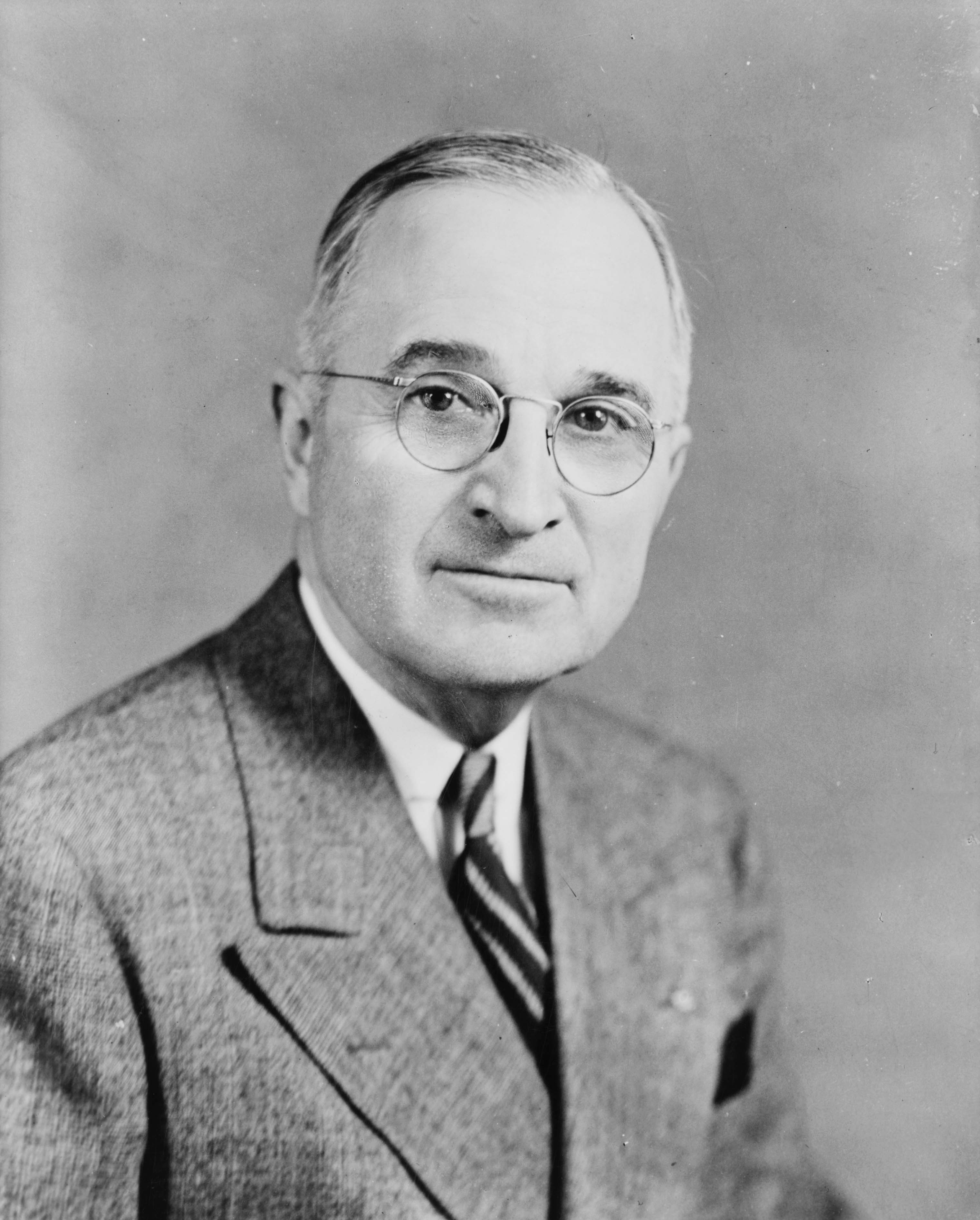
Harry S. Truman en novembre 1945.

En 1947, la rupture est consommée. Lors d'un discours devant le Congrès américain le 12 mars 1947, Truman énonce les fondements de la politique d'endiguement du communisme en engageant les États-Unis à « pratiquer une politique d'aide aux peuples libres qui résistent actuellement aux manœuvres de certaines minorités armées ou à la pression extérieure »,. Les Américains lancent en juin 1947 le plan Marshall d'aide économique et financière à la reconstruction de l'Europe de l'Ouest comme de l'Est. Les Soviétiques refusent d'en être partie prenante et obligent leurs pays satellites d'Europe de l'Est à en faire autant. Puis ils fondent le Kominform en septembre 1947 dont l'objet est d'assurer la coordination idéologique des partis communistes européens et plus spécifiquement de contrôler le PCI et le PCF. C’est à cette occasion qu'Andreï Jdanov énonce la vision soviétique de l'affrontement entre l'Est et l'Ouest : il dénonce l’impérialisme américain et affirme que « les communistes doivent être la force dirigeante qui entraîne tous les éléments antifascistes épris de liberté […] ».
Le 25 février 1948, le coup de Prague accroît encore la tension : le président de la république tchécoslovaque, Edvard Beneš, doit céder tout le pouvoir aux staliniens et à leurs chefs, Klement Gottwald et Rudolf Slánský, après deux semaines de pressions intenses des Soviétiques. Mené sans intervention directe de l'Armée rouge, ce coup d'État inquiète beaucoup car il paraît reproductible en France et en Italie où le parti communiste est fort. La menace communiste devient très proche, ce qui incite les gouvernements anglais et français à rechercher les voies et moyens d'assurer leur défense collective en impliquant les États-Unis,,.

#### La question allemande
Les quatre puissances mènent leur propre politique dans leur zone d'occupation, avec des priorités très différentes, et ne parviennent pas à s'accorder sur une politique économique conjointe, sur les réparations ou sur l'instauration d'un embryon de gouvernement central allemand,,.
Les Soviétiques procèdent dans leur zone d'occupation de la même manière que dans les pays d'Europe de l'Est libérés par l’Armée rouge. Ils soutiennent la formation du Parti socialiste unifié d'Allemagne (SED) créé par la fusion des instances du Parti social-démocrate d'Allemagne (SPD) et du Parti communiste d'Allemagne (KPD) dans leur zone, ils autorisent les autres partis mais les maintiennent sous étroite surveillance et placent des communistes aux postes clés d'administration de leur zone. Cependant Staline ne cherche pas la partition du pays. Il espère en effet pouvoir bénéficier de réparations de guerre à l'échelle de toute l'Allemagne et des richesses minières et industrielles de la Ruhr ; à plus long terme il espère que l'Allemagne passe sous contrôle communiste ou au moins qu'elle devienne un État neutre démilitarisé, repoussant ainsi la présence occidentale plus à l'Ouest.
Les Américains et les Britanniques sont davantage soucieux du redémarrage de l'économie allemande et bloquent les demandes de réparations des Soviétiques qu'ils jugent excessives. Ils décident de créer le 1er janvier 1947 la bizone, une fusion économique de leurs deux zones.
Réunie pour traiter spécifiquement de l'avenir de l'Allemagne et de l'Autriche, la quatrième « Conférence des ministres des Affaires étrangères » des quatre puissances qui se tient à Moscou à partir du 10 mars 1947 ne parvient à aucun accord malgré six semaines de négociations et des rencontres directes entre Marshall et Staline. De ce moment, date la conviction des Américains et des Britanniques qu'aucun accord ne sera possible avec les Soviétiques et qu'ils devront trouver des solutions par eux-mêmes applicables à leurs zones d'occupation et à celle de la France qui commence à se rallier à cette ligne politique ; la constitution d’un État allemand de l'Ouest démocratique et économiquement viable leur apparaît peu à peu nécessaire pour faire barrage au communisme,. Les Soviétiques sont de leur côté conscients de ne recueillir qu'une faible adhésion des Allemands dans leur zone d'occupation et la rendent donc de plus en plus imperméable à l'influence occidentale pour éviter tout risque d'en perdre le contrôle. La partition de l'Allemagne est devenue inéluctable.

#### La situation à Berlin
Les Soviétiques tentent d'imposer la fusion du SPD et du KPD à Berlin, ce que refusent à une très large majorité les adhérents du SPD consultés par référendum. Cet échec est lourd de conséquence, car aux élections libres qui ont lieu à Berlin le 20 octobre 1946 le SPD obtient 48,7 % des votes tandis que le SED soutenu par Moscou n'en obtient que 19,8 %. Usant de toutes les manœuvres dilatoires possibles, les Soviétiques gêneront l'action du SPD à la tête du gouvernement de la ville, refusant entre autres de valider l'élection d'Ernst Reuter comme bourgmestre.

## Crise diplomatique et mise en place du blocus (février - juin 1948)

### Initiatives des trois puissances occidentales
Début 1948, Londres et Washington considèrent que la gouvernance quadripartite de l'Allemagne a virtuellement cessé d'être, et qu'il est vital de concevoir un nouvel ordre politique et économique dans leurs zones d'occupation et celle de la France.
C'est l'objet de la Conférence de Londres ouverte en février 1948 qui rassemble les trois puissances occidentales et les trois pays du Benelux. Le communiqué publié le 6 mars, à l'issue d'une première série de consultations, définit des orientations de principe très claires : inclusion des trois zones occidentales dans les bénéficiaires du plan Marshall, coordination des politiques économiques entre les trois zones, convergence sur l'idée de les faire évoluer vers une Allemagne de l'Ouest dotée d'institutions fédérales. Une seconde phase de consultations aboutit le 31 mai 1948 à une série de propositions concrètes, formellement entérinées par les gouvernements concernés, début juin : autorisation donnée aux présidents des Länder de convoquer une assemblée constituante de la future Allemagne de l'Ouest, engagement des trois puissances occidentales à maintenir des forces d'occupation, instauration d'une autorité de contrôle internationale de la Ruhr,.
Les Occidentaux s'accordent aussi sur l'urgence de la mise en place d'une réforme monétaire pour retirer de la circulation l’excédent monétaire, éliminer le marché noir et favoriser l'augmentation de la production. Une telle réforme a été discutée dès 1946 au sein du CCA, sans qu'un consensus ne puisse s'établir sur ses modalités. L'arrêt du fonctionnement du CCA le 20 mars 1948 conduit les Occidentaux à décider de mener à bien cette réforme dans leurs trois zones, les Soviétiques se préparant aussi à en faire de même dans la leur. La réforme occidentale est préparée dans le plus grand secret à partir d'avril et annoncée le 18 juin 1948. Sa dimension la plus spectaculaire en est l'introduction, le 20 juin 1948, d'une nouvelle monnaie le Deutsche Mark en remplacement du Reichsmark,. Par cette réforme monétaire, les Occidentaux détachent économiquement leur trizone de la zone soviétique. Les Occidentaux veulent étendre cette réforme à Berlin. Devant le refus soviétique, ils prennent la décision de n’appliquer cette mesure qu’aux secteurs de l’ancienne capitale du Reich qu’ils contrôlent. Dès lors, deux monnaies différentes circulent dans Berlin,.
Dans le même temps, le Congrès américain approuve le Plan Marshall ce qui permet à Truman de signer le Foreign Assistance Act le 3 avril 1948 et de débloquer les premiers versements de l'aide aux Européens.

### Ripostes soviétiques
Les Soviétiques décident fin 1947 d'utiliser Berlin pour forcer les alliés occidentaux à renoncer à leurs projets concernant l'Allemagne ou, à défaut, à quitter Berlin ce qui consoliderait leur mainmise sur la partie orientale de l'Allemagne. Staline espère par ce moyen de pression ramener les Occidentaux à la table des négociations pour conserver l’unité de l’Allemagne et donc garder l'espoir d'en prendre le contrôle à terme. Cependant, dès janvier 1948, Staline croit davantage en la possibilité de faire partir les puissances occidentales de Berlin. Les mesures prises vont faire monter progressivement la pression sur la présence des Occidentaux à Berlin, en trois temps.
À partir de décembre 1947, des éditoriaux parus dans la presse de Berlin contrôlée par les Soviétiques remettent en cause les droits des Occidentaux sur Berlin en arguant du fait que la création de la bizone américano-britannique constitue un abandon de la gestion quadripartite qui nullifie les accords de 1945. En janvier et février 1948, les Soviétiques introduisent des contrôles qui compliquent et ralentissent les liaisons par route, rail et air entre les zones occidentales et soviétiques.
Une seconde étape est franchie en mars 1948 : le 9 mars 1948, trois jours après la communication des premiers résultats de la conférence de Londres, Staline convoque Sokolovski, le gouverneur militaire soviétique en Allemagne. La décision est prise de mettre en place des mesures plus drastiques. L’Union soviétique se retire, le 20 mars 1948, du Conseil de contrôle allié, mettant ainsi fin au quadripartisme. Puis les Soviétiques perturbent les liaisons entre Berlin et les zones occidentales à partir du 1er avril 1948 : le personnel américain transitant par la zone soviétique doit montrer ses papiers, plus aucun chargement de marchandises ne peut quitter Berlin par voie ferrée sans un visa soviétique, enfin le trafic de trains de voyageurs vers Berlin est interrompu. Début juin, l’Union soviétique renforce encore sa pression sur les communications entre Berlin et le secteur Ouest de l’Allemagne : les voyageurs allemands entrant en zone soviétique doivent désormais obtenir une autorisation spéciale.
La troisième étape est franchie en juin 1948, alors que la deuxième phase de la conférence de Londres a confirmé les intentions des trois puissances occidentales et que débute la mise en œuvre de leur réforme monétaire dans leurs zones. Réagissant à l'intention des trois puissances d'introduire le Deutsche Mark également dans leurs secteurs de Berlin, les Soviétiques interdisent la circulation du Deutsche Mark dans leur zone d'occupation ainsi que dans tout Berlin, puis annoncent le 22 juin leur propre réforme monétaire applicable dans tout Berlin avec la mise en circulation d'anciens Reichsmark sur lesquels ils collent un timbre. Les puissances occidentales déclarent cette initiative nulle et non avenue et confirment la mise en circulation du Deutsche Mark, toutefois en y imprimant un « B » ce qui permettrait en cas de compromis ultérieur à Berlin avec les Soviétiques de les retirer de la circulation sans affecter la réforme dans leurs trois zones. En réaction, les Soviétiques arrêtent tout le trafic routier et ferroviaire entrant à Berlin ainsi que celui des péniches. Ils n’approvisionnent plus en courant électrique la partie ouest de la ville prétextant une pénurie de charbon. Le prétexte d’une telle mesure est la présence de défauts techniques sur les voies ferrées et, pour le trafic routier, la nécessité d’empêcher l’arrivée à Berlin de la nouvelle monnaie occidentale, ce qui serait néfaste pour l’économie du secteur soviétique. Le 24 juin 1948, le blocus devient total en violation de l’accord quadripartite qui prévoit que le ravitaillement de Berlin soit assuré en mettant les approvisionnements en commun. Seul le ravitaillement par voie aérienne reste possible.

### Réactions occidentales aux pressions soviétiques
Les Occidentaux hésitent entre la fermeté et la crainte d’une escalade pouvant mener à la guerre. Le sentiment dominant est que les Soviétiques peuvent s'ils le décident les contraindre par asphyxie à quitter Berlin sans recourir à la force armée. Personne ne pense qu'un pont aérien peut dans la durée ravitailler la population allemande de Berlin de plus de 2 millions d'âmes dont les gouvernants occidentaux prennent peu à peu conscience qu'elle va constituer un enjeu majeur de l'issue de la crise.
Le général Lucius D. Clay, gouverneur militaire américain pour l’Allemagne, réagit aux restrictions de circulation instaurées à partir d'avril en défendant la nécessité de tenir tête aux Soviétiques et en proposant de tester les intentions soviétiques par l'envoi d'un convoi militaire vers Berlin. Cette proposition est fermement rejetée par les autorités de Washington et de Londres qui en revanche se convainquent de ne pas se préparer à quitter Berlin. D'avril à juin, Clay fait augmenter les stocks de nourriture et de charbon à Berlin et assurer par voie aérienne le ravitaillement et le transport de la garnison américaine, les Britanniques faisant de même pour leur part.

## La résistance occidentale au blocus soviétique (24 juin 1948-12 mai 1949)
Depuis le 24 juin 1948, l'accès aux secteurs occidentaux de Berlin n'est plus possible que par les couloirs aériens qui les relient à leurs zones d'occupation. Américains, Britanniques et Français se trouvent confrontés à devoir concilier prudence pour ne pas provoquer une guerre et fermeté pour ne pas discréditer leur posture d'endiguement des avancées communistes en Europe, sachant que défendre la liberté d'accès à Berlin par une action militaire n'est pas envisageable : les garnisons occidentales de Berlin comptent 6 500 hommes alors que les Soviétiques disposent de 18 000 hommes à Berlin et de 300 000 hommes dans leur zone d'occupation qui encercle Berlin.

### Décision de rester à Berlin

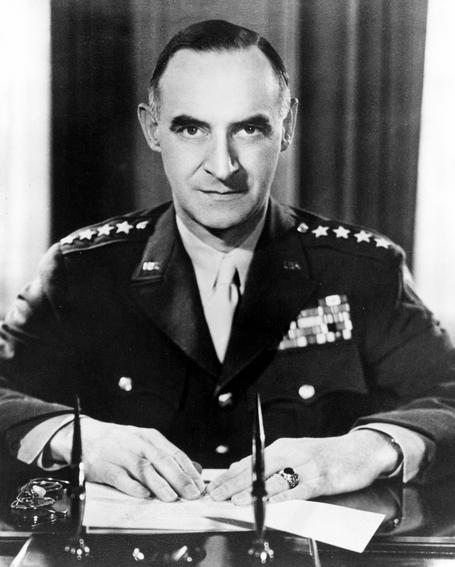
Le général américain Lucius D. Clay.

Le général Clay affirme immédiatement, dans la continuité des positions qu'il a défendues depuis le début de la crise, que les Occidentaux doivent demeurer à Berlin, mettant en avant la perte de prestige qu'entraînerait un départ sous la contrainte. Dans la semaine qui suit l'instauration du blocus, les Britanniques, sous l'impulsion de leur ministre des Affaires étrangères Ernest Bevin, sont les premiers à arrêter une position ferme, excluant de céder aux pressions et affirmant la nécessité de demeurer à Berlin. Les Français, malgré leur sentiment d'être directement exposés en cas de guerre, considèrent qu'il faut rester à Berlin à tout prix pour éviter une désastreuse perte de prestige.
Mais la position qui sera prise par les Américains sera in fine déterminante. Clay suggère à nouveau d’envoyer à Berlin-Ouest une colonne armée. Ce plan est rejeté à Washington, ainsi qu'à Londres, par crainte que le moindre incident armé ne dégénère en une spirale immaîtrisable conduisant à une guerre. Confronté à des avis très différents de ses plus proches collaborateurs, Truman décide de rester à Berlin au moins dans l'immédiat, sachant qu'il dispose d'un à deux mois avant d'être au pied du mur, lorsque les réserves seront épuisées à Berlin. Les stocks constitués au printemps représentent environ un mois de consommation, mais devant l'ampleur des besoins, nul ne pense vraiment que le pont aérien permettra de passer l'hiver. Il donnera au moins le temps de mieux évaluer les intentions soviétiques et d'organiser le cas échéant un repli de Berlin en bon ordre. Truman interdit tout recours à la force armée, même si les Soviétiques venaient à gêner l'utilisation des couloirs aériens
Le pont aérien présente aussi l'avantage d'être une action spectaculaire qui montre au grand public la détermination des alliés occidentaux et dont le caractère humanitaire sera ressenti de manière très positive par la population berlinoise. L'opération reçoit le plein soutien du maire élu SPD de Berlin, Ernst Reuter, avec qui Clay et son homologue britannique, le général Brian Robertson (en) se concertent.
À défaut d'option militaire, les Occidentaux ripostent au blocus en mettant en place un contre-blocus : tout trafic des zones occidentales vers la zone soviétique ou vers l’est de Berlin est prohibé, ce qui pénalise grandement cette zone qui manque cruellement de charbon.

### Établissement du pont aérien

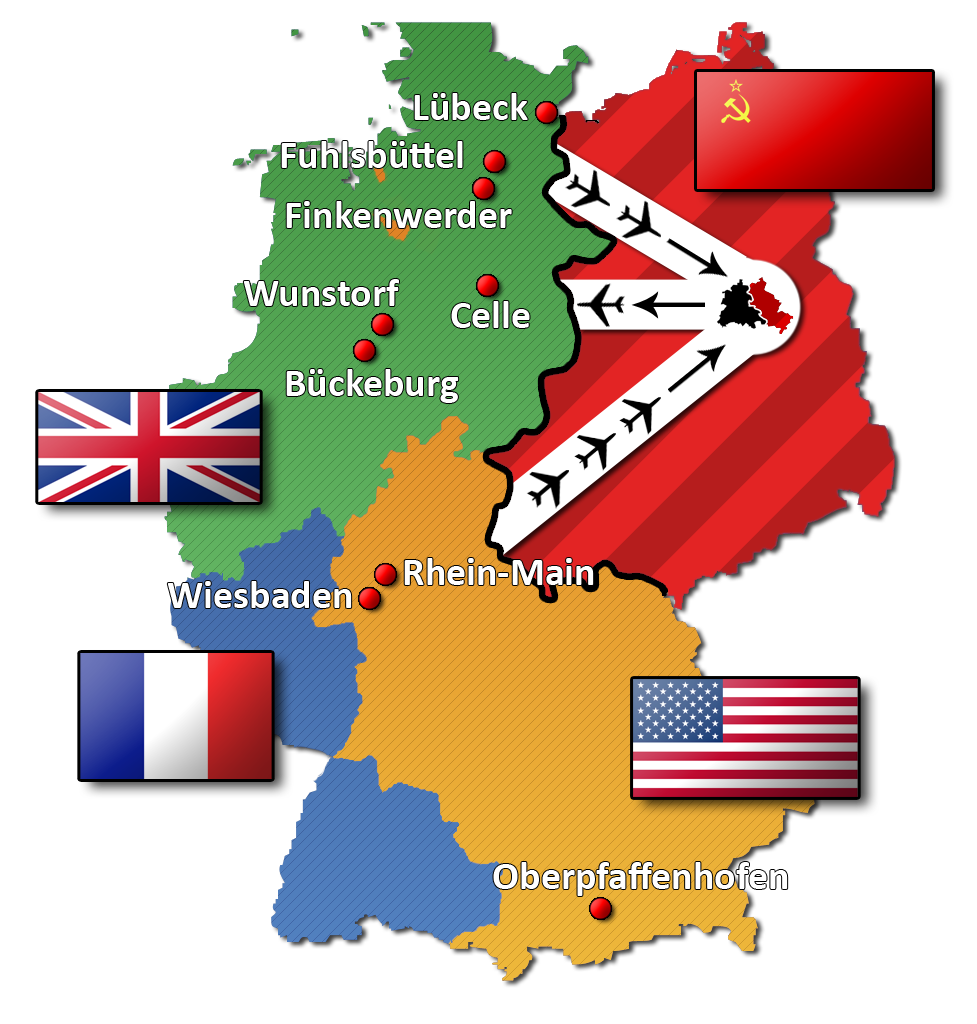
Voies aériennes pendant le blocus de Berlin.

Malgré leurs doutes sur son efficacité, Clay et Robertson organisent la montée en puissance du pont aérien qui fonctionne déjà à petite échelle depuis les premières restrictions d'avril. Dès l'annonce de la réforme monétaire le 18 juin, Américains et Britanniques anticipent la possibilité de réactions soviétiques et accroissent le nombre de rotations aériennes. Le pont aérien qui se met en place à partir du 24 juin est donc moins une décision stratégique de réponse au blocus qu'une montée en puissance d'un dispositif existant, donnant du temps pour des choix définitifs. Clay obtient du général Curtis LeMay, chef de l’USAFE, qu’il rassemble tous les avions de transport disponibles pour le ravitaillement par les airs de Berlin,,. L’opération américaine est appelée « Operation Vittles » (opération victuailles) et l'opération britannique Knicker. Elle sera rebaptisée « Operation Carter Paterson » le 30 juin 1948, puis « Operation Plainfare » (opération tarif ordinaire) le 19 juillet 1948.
Les avions de transport présents en Europe, soit deux groupes de Douglas C-47 Skytrain bimoteurs comprenant une centaine d'appareils, ne suffisent pas à assurer le ravitaillement de la ville, les Américains font venir des Douglas C-54 Skymaster quadrimoteurs de bases situées en Alaska, à Panama et à Hawaï.
Début juillet, les Américains et les Britanniques pensent pouvoir acheminer ensemble environ 1 400 tonnes par jour, dont seulement 50 tonnes sont nécessaires pour les garnisons occidentales. Un certain optimisme s'installe jusqu'à ce que des estimations plus précises des besoins quotidiens des Berlinois notamment en charbon montrent que les capacités sont très insuffisantes : il faudrait pouvoir acheminer au moins 4 500 tonnes quotidiennement.
Les avions transportent vivres, matériel et matières premières, principalement du blé, du charbon, de l’essence et des médicaments.

### Opération Little Vittles

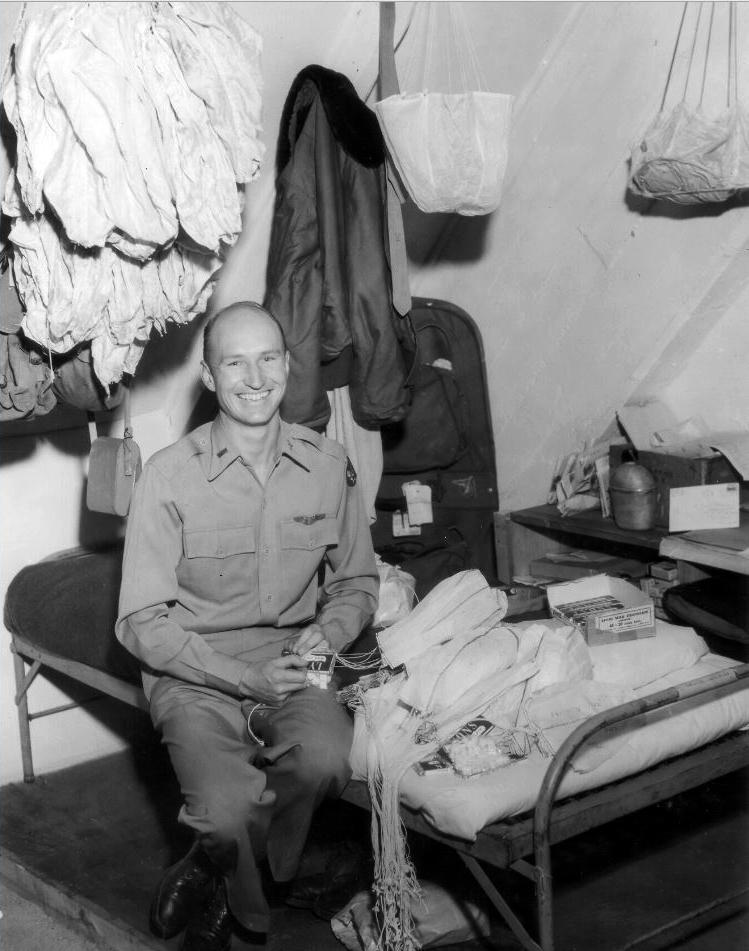
Gail Halvorsen attachant des bonbons à de petits parachutes. (Photo : US Air Force, 1940).

Le largage de friandises pour les enfants berlinois, parti d'une initiative individuelle, devient peu à peu systématique. Il contribue à populariser le pont aérien et à ce que les relations avec la population ne soient plus celles d'occupant à vaincu, mais d'allié à allié. L'idée de larguer des friandises vient d'un pilote de l’US Air Force, Gail S. Halvorsen. Le 17 juillet 1948, après une de ses missions, il rencontre des enfants venus regarder les avions et leur promet de revenir larguer des bonbons, ce qu'il fait sans en parler à sa hiérarchie pendant les jours qui suivent au bénéfice d'une foule grandissante d'enfants. Ces largages finissent par être découverts et, à la surprise d'Halvorsen, l'opération est institutionnalisée et tout au long du pont aérien des largages de friandises seront effectués. Les avions qui assurent le pont aérien sont de ce fait surnommés par les Berlinois « Rosinenbomber », c’est-à-dire « bombardiers de raisins secs », et par les Américains « Candy Bombers »,, c’est-à-dire « bombardiers de bonbons ».

### Succès du pont aérien
Un mois après le début du pont aérien, Washington réévalue durant la deuxième quinzaine de juillet la situation et les options envisageables. La ligne politique générale demeure inchangée : maintien à Berlin mais refus de toute action risquant d'entraîner la guerre. Trois décisions concrètes sont prises : envoi de 60 bombardiers stratégiques B-29 du Strategic Air Command sur des bases au Royaume-Uni, renforcement significatif des moyens alloués au pont aérien et offre d'ouverture de négociations avec les Soviétiques au niveau le plus élevé,.
Pour survivre, Berlin doit recevoir au minimum 4 500 tonnes quotidiennement. En juillet, environ 2 000 tonnes seulement ont pu être acheminées chaque jour. Pour espérer tenir au moins jusqu'à l'hiver, les États-Unis n'ont d'autre choix que d'augmenter fortement leur contribution au pont aérien, sachant que les Britanniques n'ont pas les ressources pour aller au-delà de 1 200 à 1 500 tonnes et que les Français ne disposent d'aucune ressource disponible.
| 1948  | 1948  | 1948  | 1948  | 1948  | 1948  | 1949  | 1949  | 1949  | 1949  | 1949  |
| Juil. | Août  | Sept. | Oct.  | Nov.  | Dec.  | Janv. | Fév.  | Mars  | Avr.  | Mai   |
| ----- | ----- | ----- | ----- | ----- | ----- | ----- | ----- | ----- | ----- | ----- |
| 2 000 | 3 800 | 4 700 | 4 900 | 3 900 | 4 700 | 5 500 | 5 400 | 6 300 | 7 800 | 8 000 |

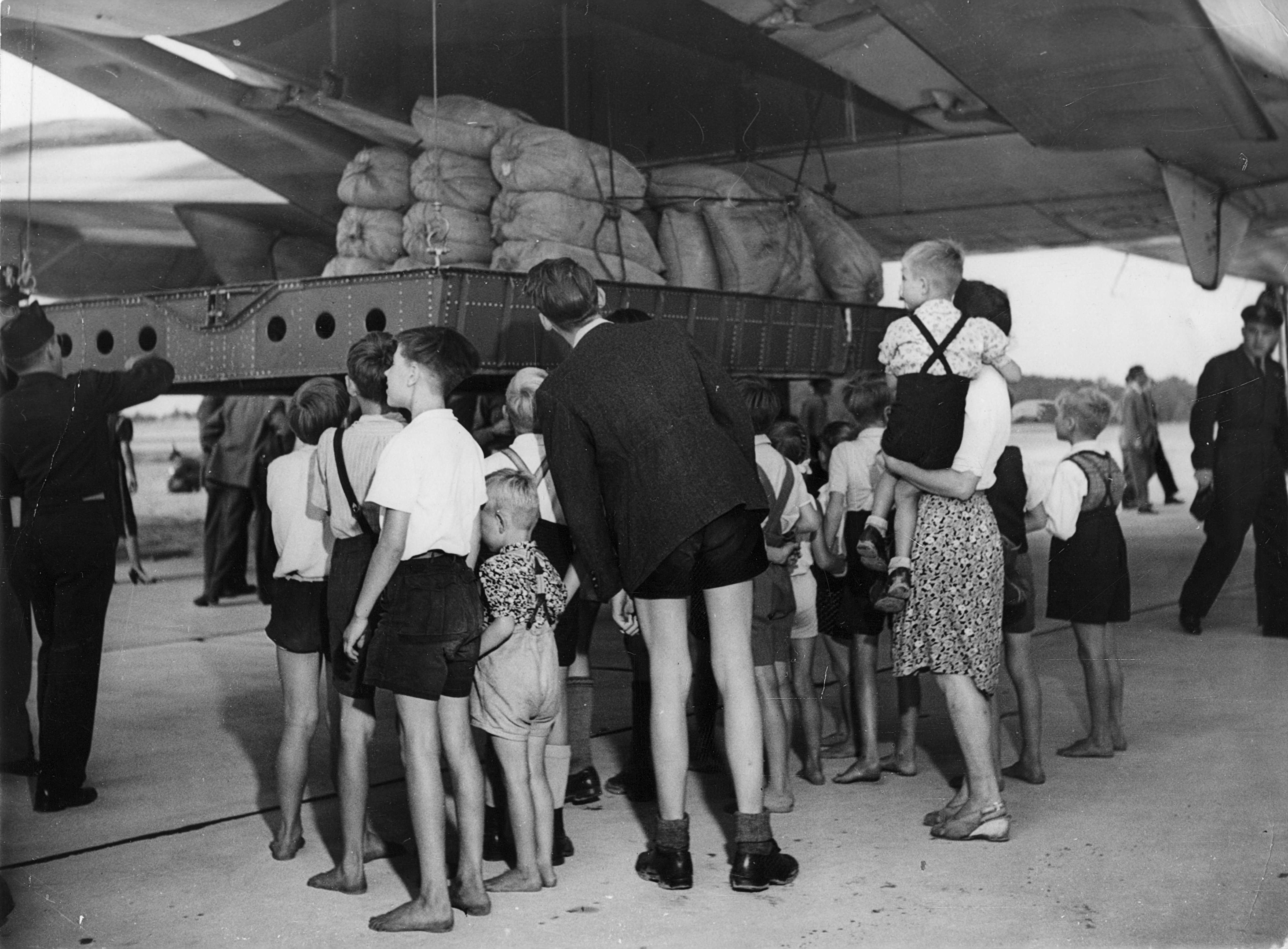
Les enfants berlinois en attente d'embarquement regardent le déchargement de sacs de farine d'un C-74 Globemaster de l'US Air force le 19 août 1948 à l'aérodrome de Gatow.

Les Américains mettent en œuvre rapidement la décision politique de renforcement du pont aérien : le nombre de C-54 Skymaster est doublé, passant d'une cinquantaine à une centaine. Le général William H. Tunner, qui possède une grande expérience en la matière, prend fin juillet le commandement du pont aérien avec l'objectif d'atteindre rapidement la cible de 4 500 tonnes, et si possible davantage. Il réorganise entièrement les opérations aériennes en août 1948, ce qui, combiné avec l'augmentation du nombre d'avions, permet d'atteindre en septembre pour la première fois un tonnage moyen quotidien correspondant aux besoins. L’acheminement de plus grandes quantités devient possible grâce à un système efficace : les trois couloirs aériens sont utilisés en sens unique, les vols vers Berlin se faisant dans ceux situés au nord et au sud tandis que celui du centre sert aux vols de retour. Chaque pilote n’a droit qu’à une seule tentative d’atterrissage. S’il échoue, il doit revenir avec la totalité de son chargement. Grâce à ce système, il est possible de faire atterrir un avion toutes les trois minutes en moyenne. Le stationnement au sol dans Berlin-Ouest est réduit à une demi-heure. Les avions emportent sur le vol de retour des enfants berlinois qui peuvent se reposer et se soigner en Allemagne de l’Ouest. Le 16 avril 1949, les avions alliés peuvent atterrir au rythme d’un par minute, et 12 941 tonnes sont transportées ce jour-là, ce qui constitue un record.
Les Britanniques contribuent à hauteur de 23 % du tonnage total transporté. Alors qu'elle avait établi une prévision de 700 tonnes par jour, la RAF réussit à porter ses livraisons à 1 463 tonnes en août et 1 259 tonnes en septembre. Le fléchissement enregistré en septembre illustre la mobilisation extrême des hommes en juillet-août et l'usure du matériel. Pour pouvoir soutenir son effort dans le temps, la RAF décide de faire appel à des pilotes d’Australie, du Canada, d’Afrique du Sud et de Nouvelle-Zélande, et de recourir à la sous-traitance civile,.
Les Français, dont la plupart des avions de transport sont alors engagés en Indochine, ne participent guère (424 vols). Ils peuvent néanmoins approvisionner leurs garnisons en utilisant des avions de transport de fabrication allemande Junkers Ju 52. La participation française majeure à l’effort allié est l’aménagement de l'aéroport de Berlin-Tegel en seulement trois mois.
En septembre et octobre, le pont aérien prend un rythme de croisière conforme aux objectifs. Mais l'approche de l'hiver fait courir un nouveau risque aux opérations aériennes : de fait, un épais brouillard recouvre Berlin pendant une grande partie du mois de novembre, faisant chuter les livraisons en dessous du minimum requis. L'amélioration de la météo permet de reprendre en décembre un rythme proche de la normale. À partir de janvier, le pont aérien ne connaît plus d'alerte sérieuse et augmente continuellement sa performance ôtant tout espoir de réussite aux Soviétiques. Le pont aérien est finalement un grand succès. À la fin du blocus, les Alliés ont effectué 278 228 vols, dont 189 963 à mettre sur le compte des Américains, et 2 231 600 tonnes de fret ont été acheminées à Berlin-Ouest, dont 67 % de charbon et 24 % de nourriture,.
Lorsque les Soviétiques lèvent le blocus le 12 mai 1949, les Occidentaux veulent s’assurer que Berlin-Ouest puisse affronter un éventuel nouveau blocus et maintiennent donc le pont aérien jusqu’au 30 septembre. Le pont aérien a coûté la vie à 74 participants à la suite d’accidents et d’une collision en vol entre un avion de combat de l’Armée rouge et un appareil britannique lors des multiples tentatives d’obstruction des forces soviétiques (9 accidents causant 40 victimes pour le Commonwealth).

### Aéroports et avions utilisés
Le pont aérien va utiliser trois aéroports à Berlin : celui de Tempelhof dans le secteur américain, celui de Gatow (de) dans le secteur britannique, et l’aéroport de Berlin-Tegel dans le secteur français. Ce dernier n'existe pas lorsque débute le pont aérien. Il apparaît rapidement que les capacités d'accueil des aéroports et des pistes existants sont insuffisantes pour faire face à l'accroissement du nombre de vols. La construction d'une seconde piste à Tempelhof est entamée dès le 8 juillet et d'une troisième le 20 août. L'ancien camp d'entrainement de Tegel est repéré dans le secteur français, qui convient bien à l'implantation d'un nouvel aéroport dont la construction commence le 5 août 1948. Le gigantesque chantier est mené à bien en trois mois grâce aux efforts combinés d'unités du génie françaises et américaines et de la population berlinoise.
Au lancement du pont aérien, les bases de départ des vols vers Berlin et de retour sont principalement Wiesbaden et Rhein-Main (près de Francfort) en zone américaine et Wunstorf en zone britannique. Cinq autres bases doivent être mobilisées pour faire face à la montée en puissance du pont aérien, parmi lesquelles les aérodromes situés en zone britannique à Celle et Faßberg, utilisés comme centres logistiques principaux pour le charbon. Ces aérodromes sont également agrandis de manière significative et raccordés au réseau ferroviaire.
Lorsque le pont aérien commence, l'US Air Force en Europe (USAFE) dispose d'une centaine de Douglas C-47 Skytrain d'une capacité d'emport limitée à 2,5 tonnes de fret. Les Américains font monter en ligne dès le mois de juillet une cinquantaine de C-54 Skymaster capables d'emporter 9 tonnes. Afin d'optimiser les opérations, tous les C-47 sont retirés du circuit et le nombre de C-54 est porté par paliers successifs à 225 avions début janvier 1949 ; à ce nombre, il faut ajouter une centaine d'appareils en maintenance. Pour des charges très volumineuses, comme les engins nécessaires à la construction des nouvelles pistes ou les éléments d'une centrale électrique au charbon, cinq C-82 Packet sont également déployés. Un Douglas C-74 Globemaster et un C-97A Stratofreighter sont en outre utilisés à titre expérimental pendant une courte période,.

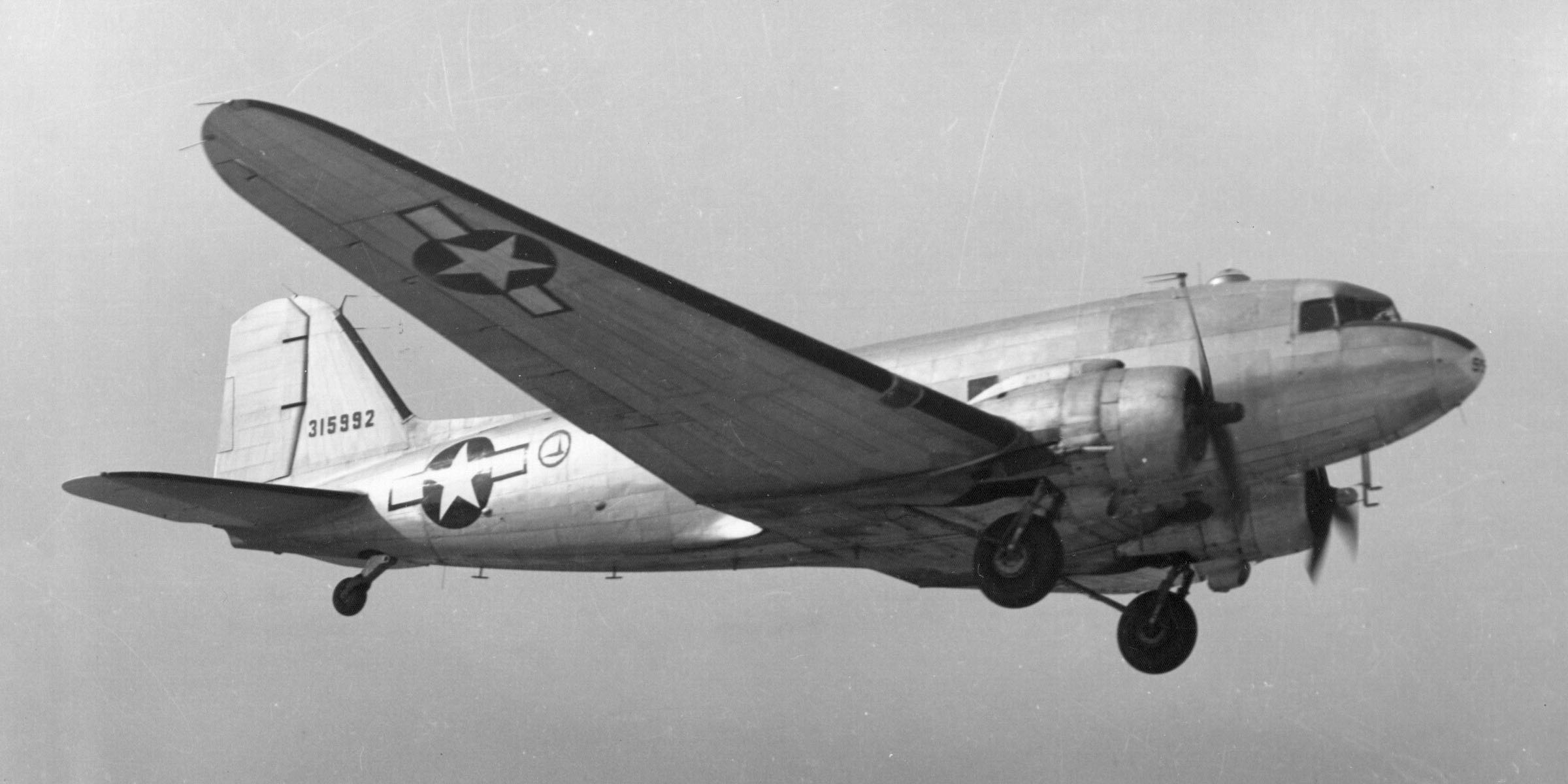
Douglas C-47 Skytrain.
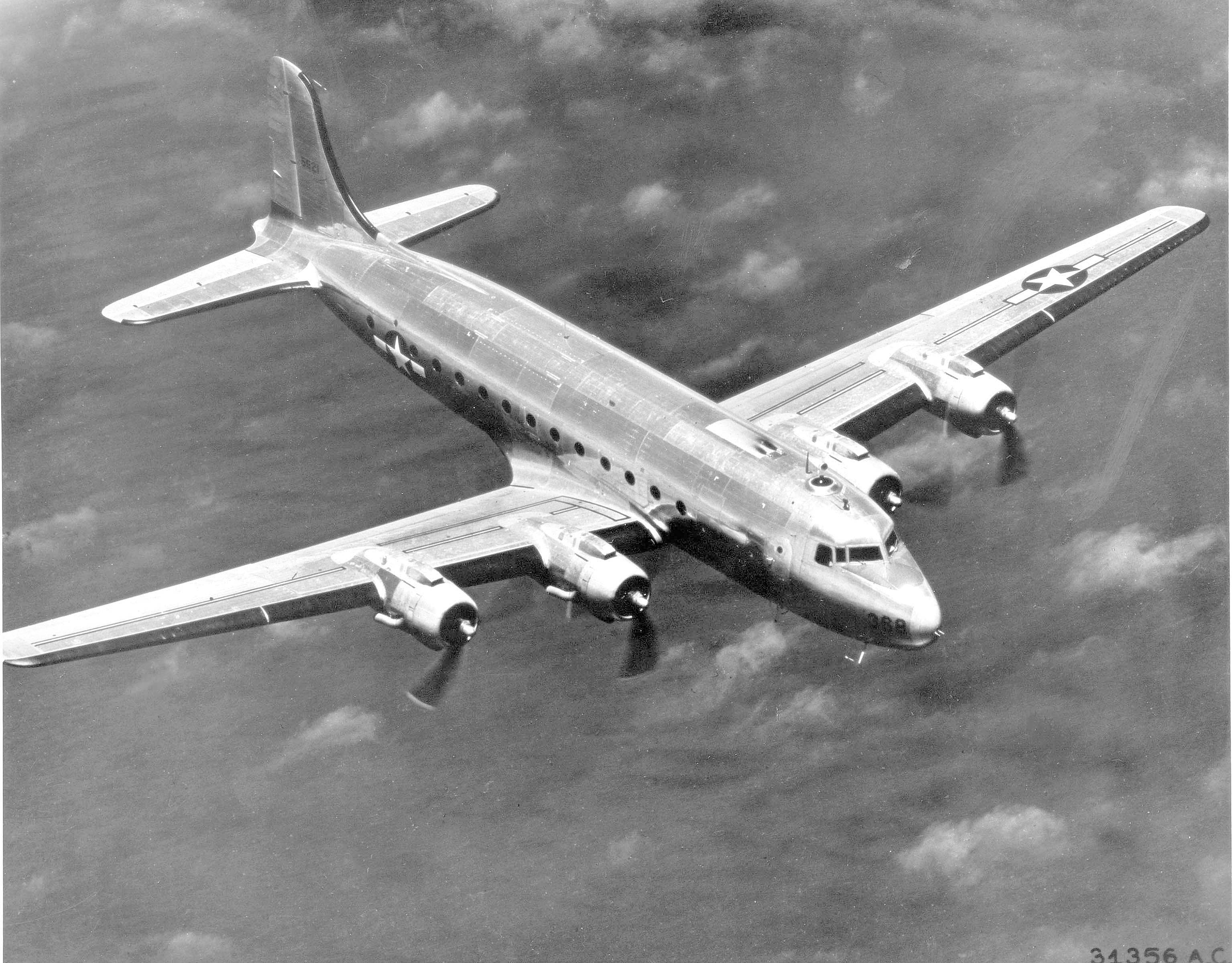
Douglas C-54 Skymaster.
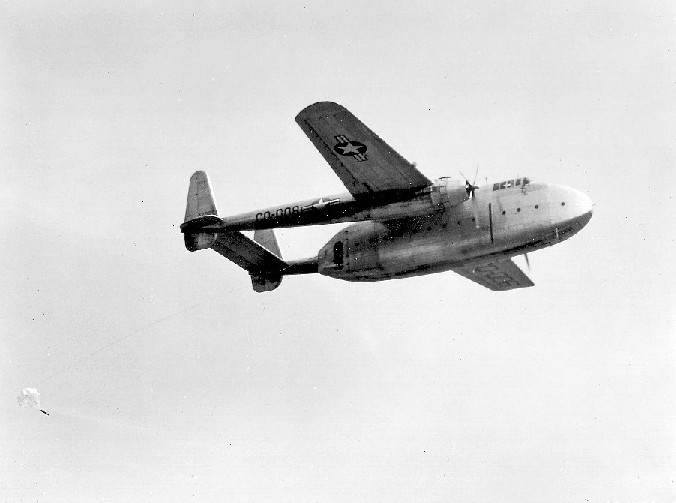
C-82 Packet.
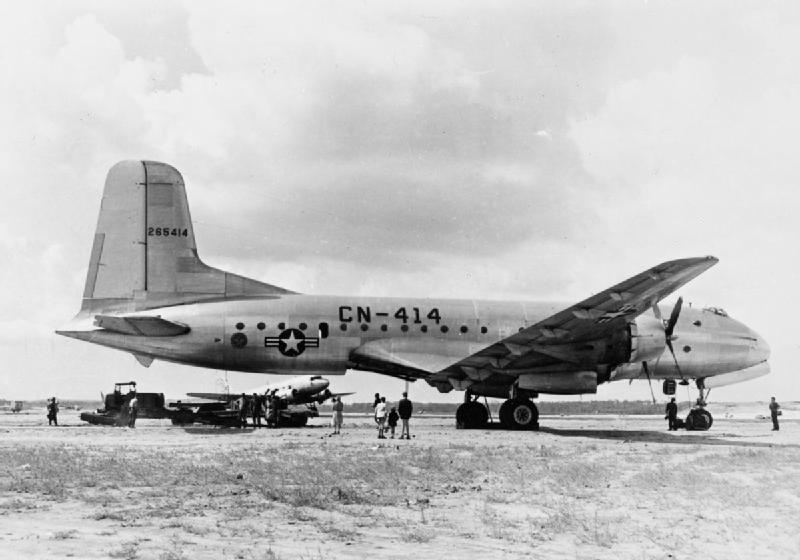
Douglas C-74 Globemaster.
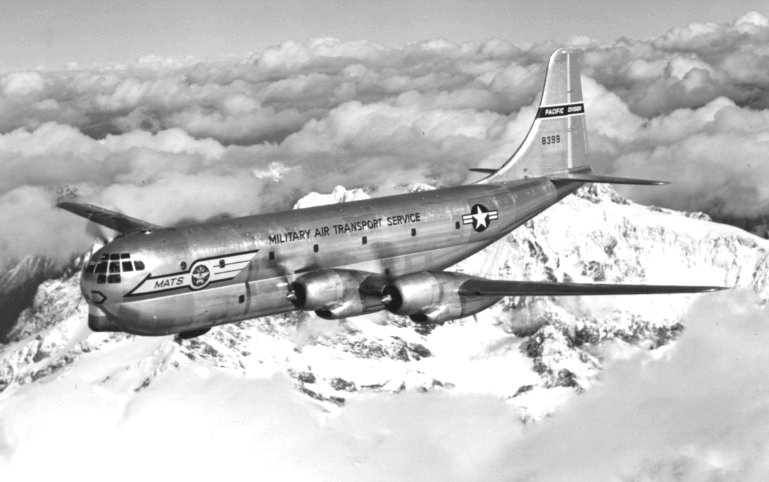
C-97A Stratofreighter.

La Royal Air Force britannique dispose pendant toute la durée du pont aérien d'une cinquantaine de Dakotas, version anglaise du C-47, et d'une quarantaine d'Avro York de plus grande capacité. Elle aligne aussi à partir de novembre 1948 jusqu'à 26 Hastings au fur et à mesure de leur entrée en service, des pilotes viennent en renfort d'Afrique du Sud, d'Australie, du Canada et de Nouvelle-Zélande. Des hydravions Short S.25 Sunderland du Coastal Command sont également déployés pour transporter du charbon et surtout du sel, jusqu'au gel mi-décembre 1948 de la rivière Havel et du lac Großer Wannsee. La RAF fait appel à des sociétés privées pour combler son manque de moyens en propre. Ces compagnies alignent plusieurs types d'appareils pour le transport de carburant : neuf Avro Lancastrian, treize H.P.70 Halton, cinq Avro Tudor et deux Liberator. D'autres appareils sont utilisés pour du fret classique : Bristol Type 170 Freighter & Wayfarer, Hythes (version civile du Sunderland) et Vickers VC.1 Viking,,. Le rôle de ces derniers avions est plus limité.

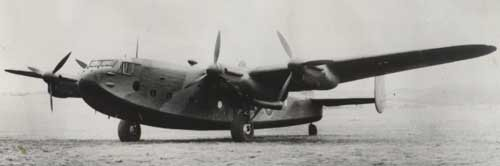
Avro York.
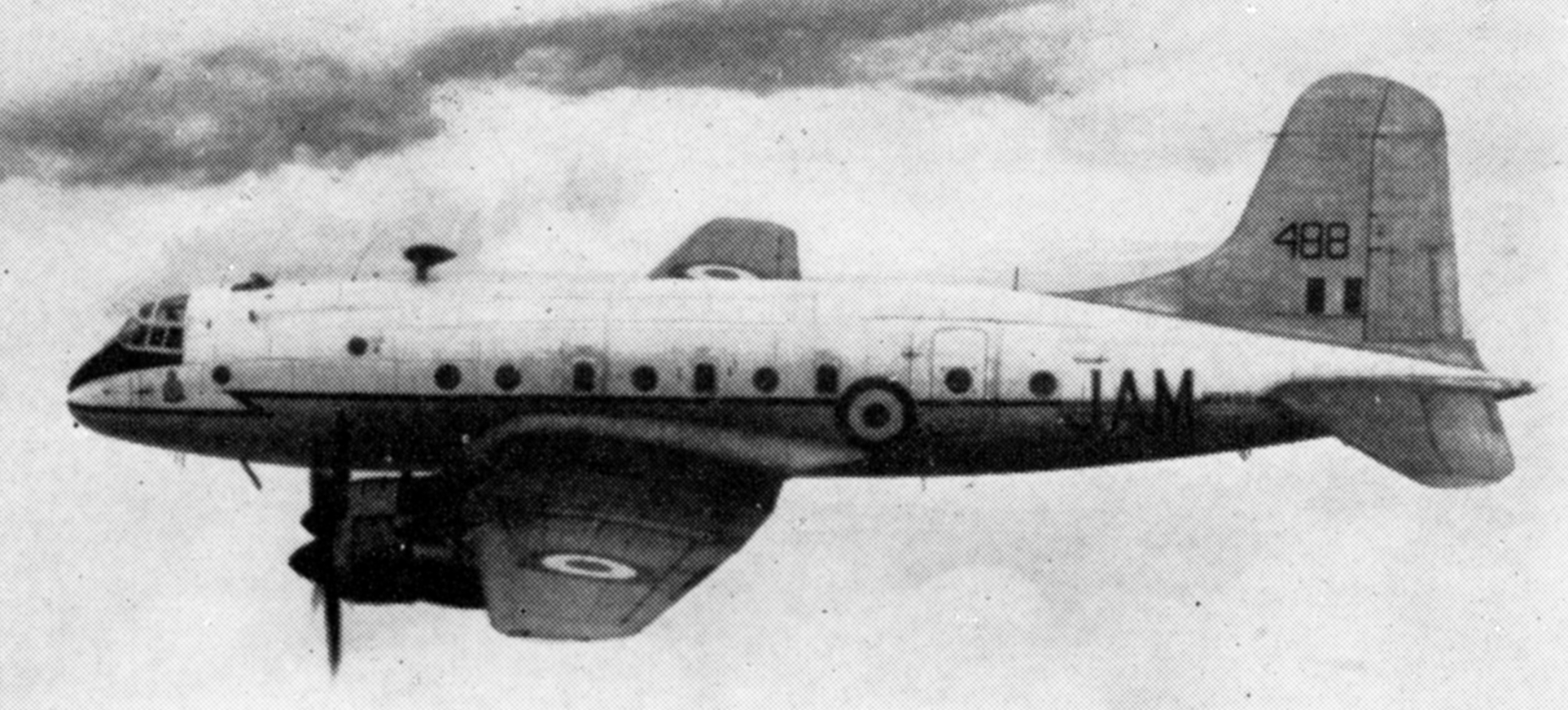
Hastings.
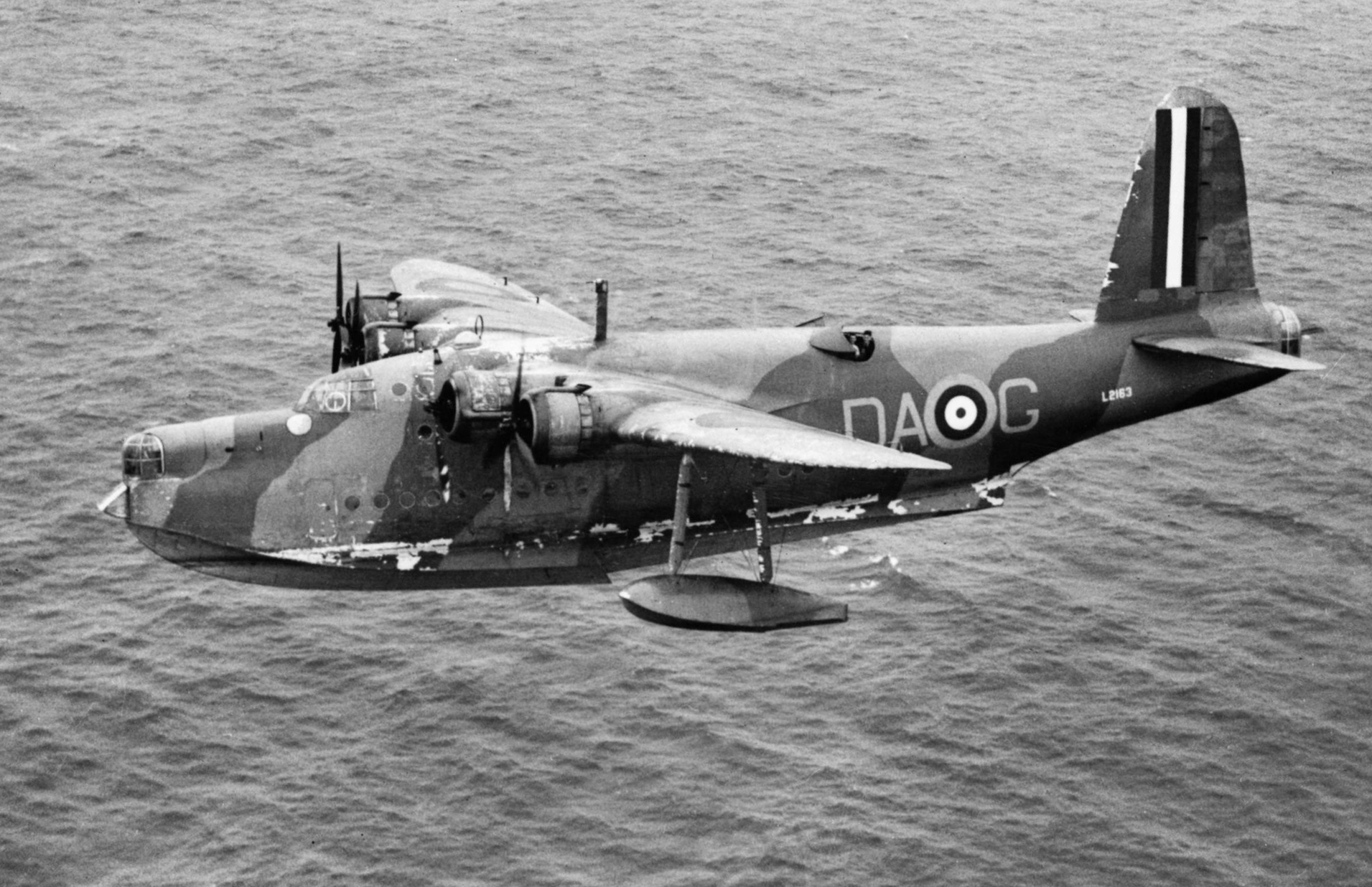
Short S.25 Sunderland.
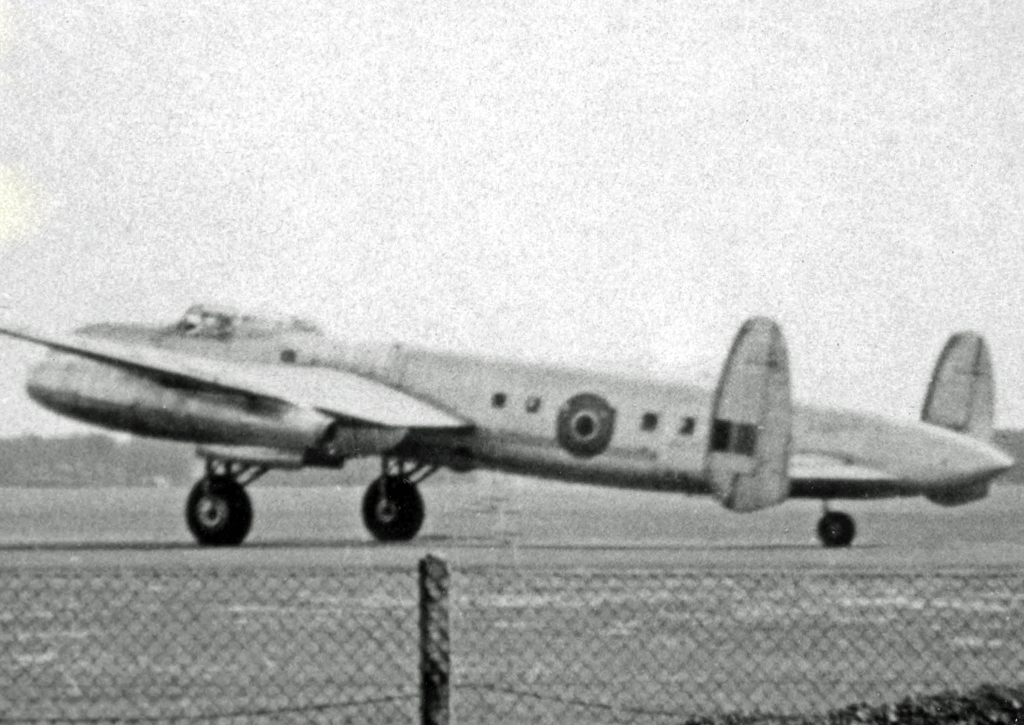
Avro Lancastrian.
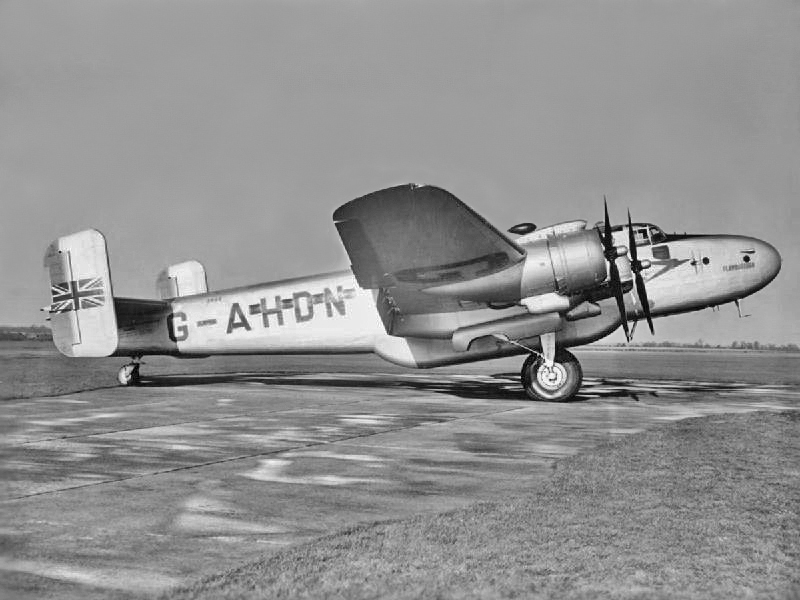
H.P.70 Halton.
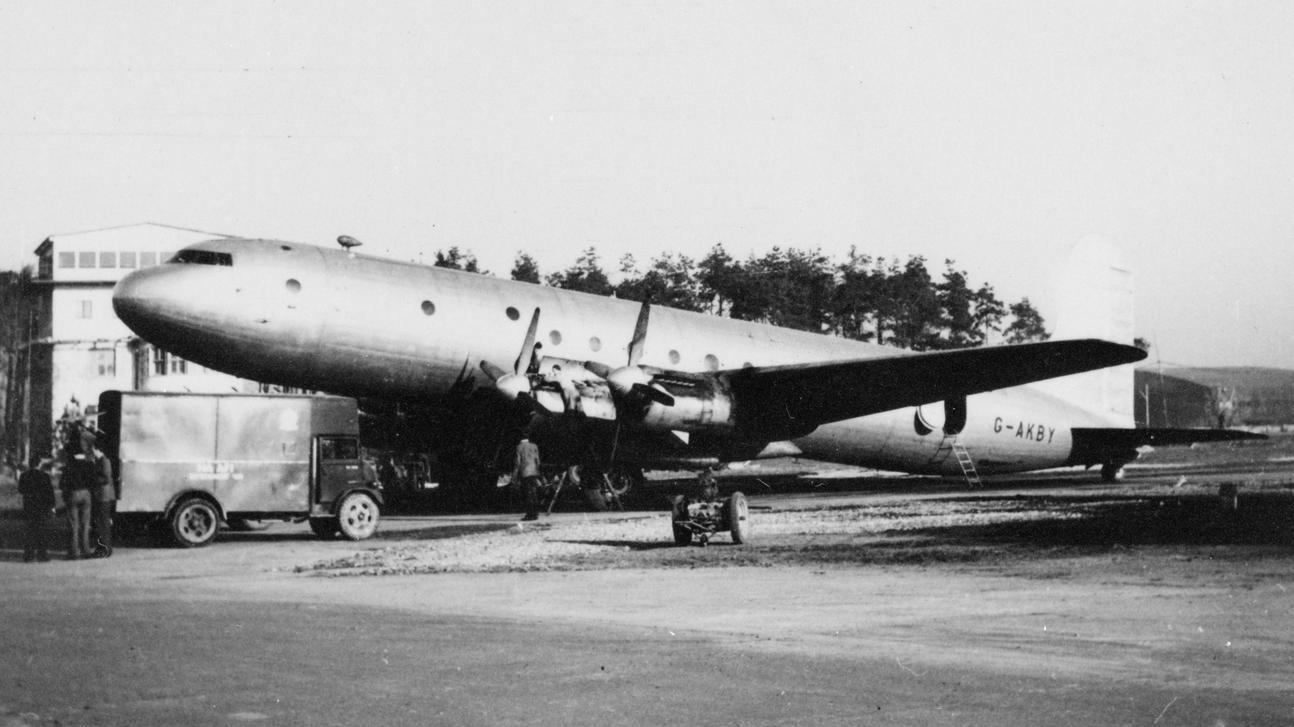
Avro Tudor V n° G-AKBY, de Airflight Ltd en 1948 durant le pont aérien.
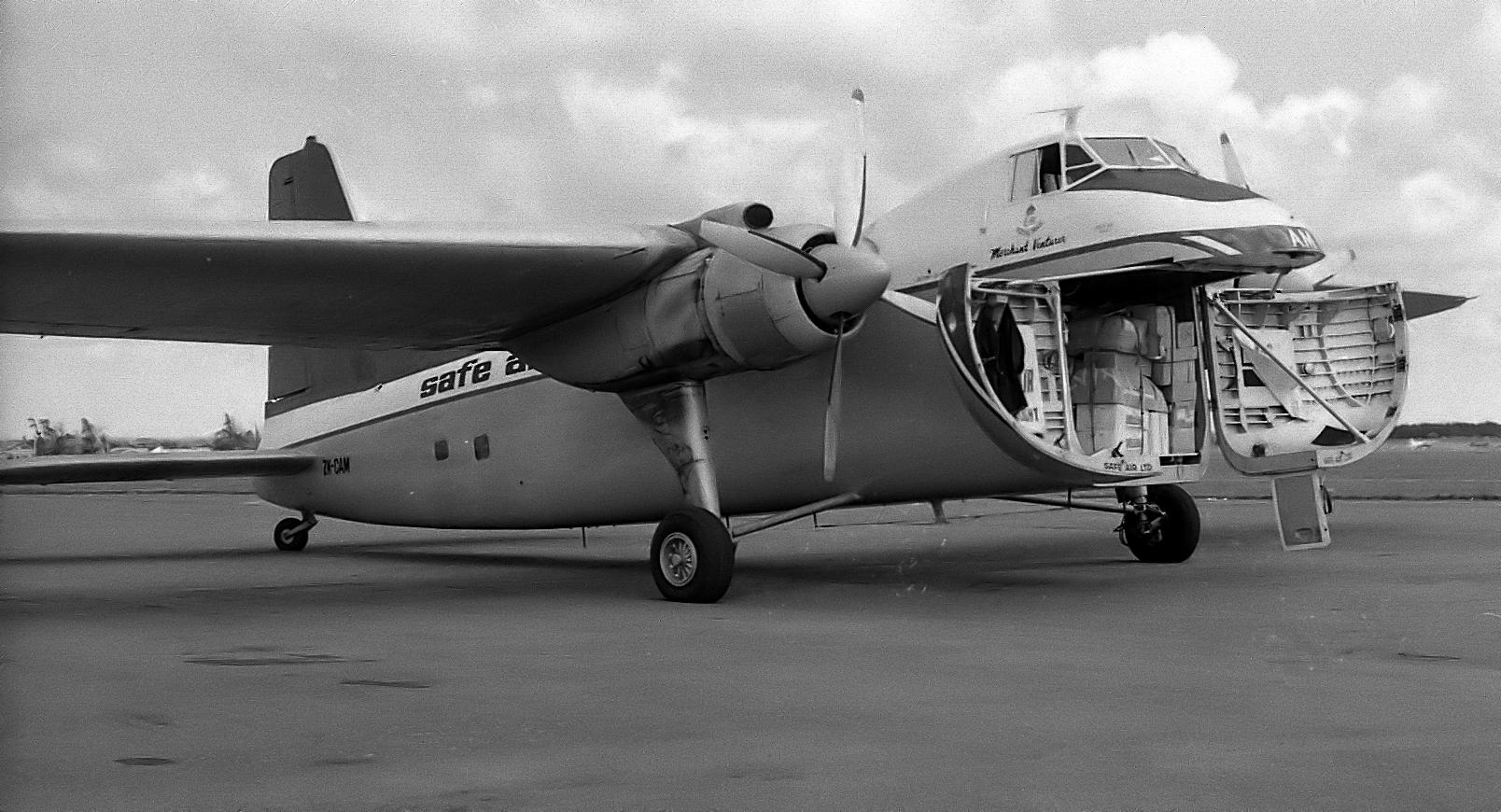
Bristol Freighter.
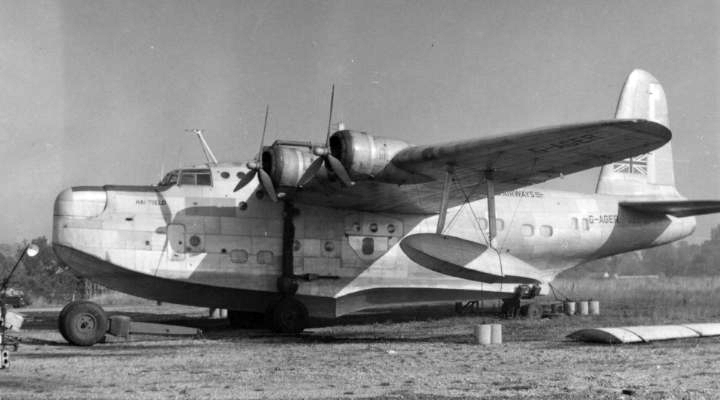
Hythes.
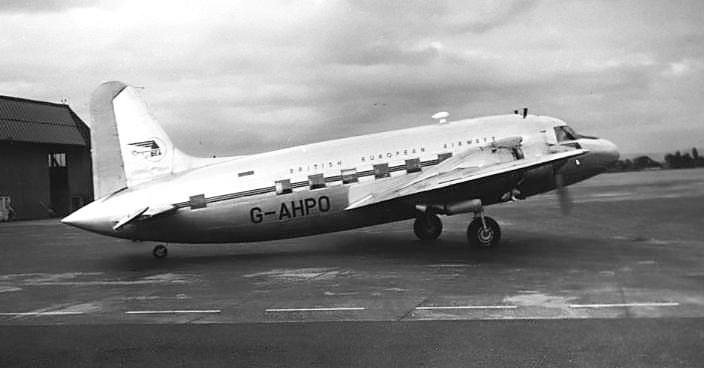
Viking 1B de British European Airways.

Les Français disposent de quatre Amiot AAC.1 Toucan (Junkers Ju 52/3m de fabrication allemande reconditionnés) du GT II/61 Maine qui effectuent leurs missions jusqu'en juillet 1948. Ils sont remplacés par trois Douglas C-47 Skytrain (Douglas C-47 Dakota pour les français) du GT I/61 Touraine. Les français effectuent au total 2 470 heures de vol en 424 rotations Berlin - Baden-Oos - Berlin et Berlin - Buckenburg - Berlin, et transportent 856 tonnes de fret et 10 367 passagers (dont une bonne partie d’évacuation sanitaire). Ces avions sont basés à Berlin sur la base aérienne 165 de l'armée de l'air française.

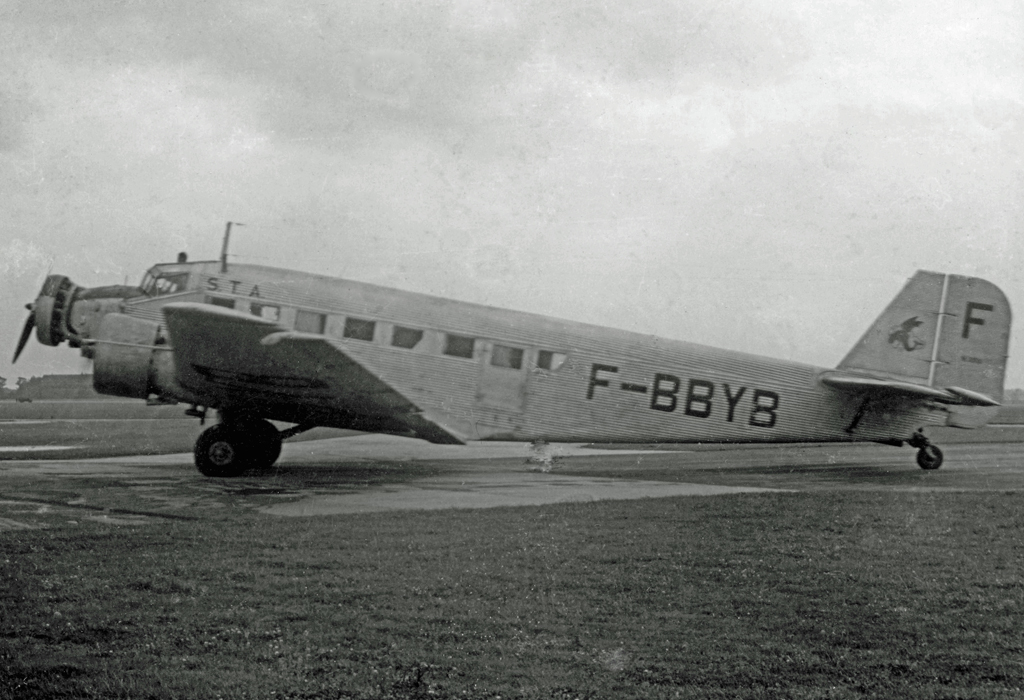
Amiot AAC.1 Toucan.

## Les Berlinois pendant le blocus
La réussite technique du pont aérien n'aurait servi à rien si les Berlinois n'avaient pas dans leur immense majorité refusé de se tourner vers les Soviétiques. Le profond sentiment anti-russe qui les anime tient pour beaucoup aux exactions et aux privations qu'ils ont subies lors de la bataille de Berlin en avril 1945 et qui ont largement perduré durant les deux années suivantes, marquées aussi par un hiver 1947 particulièrement froid dans toute l'Europe. Début 1948, Berlin compte environ 3,2 millions d'habitants, dont 2,2 millions dans les secteurs occidentaux. La ville est encore en ruines, un quart des logements seulement est habitable et la reconstruction a peu avancé, l'alimentation en gaz et en électricité ne fonctionne que partiellement, les rations alimentaires sont faibles.

### Conditions de vie difficiles
Le blocus oblige le gouvernement militaire à prendre entièrement en charge le ravitaillement de Berlin-Ouest. Il provoque une pénurie de vivres qui force la population berlinoise à cultiver ses fruits et légumes. Les cartes de rationnement réapparaissent afin de permettre au nouveau système de ravitaillement de répondre aux besoins de la population. Les Berlinois sont approvisionnés par trois voies différentes : la production locale, le pont aérien et le marché noir. À l’arrivée de l’hiver, les arbres de la cité sont coupés pour fournir du bois de chauffage aux habitants. Certains fouillent les poubelles à la recherche d’un peu de nourriture.
Le manque d’électricité bouleverse l’économie. Seuls les produits essentiels aux Berlinois continuent d'être produits. De ce fait, de nombreuses entreprises ferment, près de la moitié d'entre elles dans le secteur américain. Lorsque le blocus débute, 47 000 personnes sont sans emploi sur une population active recensée de 890 000 personnes, soit un taux de chômage d'un peu plus de 5 %. Rapidement 300 000 personnes sont au chômage partiel et en avril 1949, le nombre d'allocataires du chômage a grimpé à 156 000.
Le blocus ne se traduit pas par une aggravation des conditions sanitaires de la population. Après les années terribles que furent 1946 et 1947, la santé des Berlinois s'améliore même légèrement, le taux de mortalité passant dans les secteurs occidentaux de 23,1 pour 1000 en 1946 à 14 pour 1000 en 1948 et 17 pour 1000 pendant les quatre premiers mois de 1949. Aucune épidémie ne se produit pendant le blocus. L'évacuation de 50 000 malades par les Britanniques concourt à cette amélioration relative. Après des hésitations, les arguments humanitaires prévalent, les hôpitaux des secteurs Ouest accueillent aussi des malades venant de la partie Est de Berlin et les médicaments échappent partiellement au contre-blocus des Occidentaux.
La fin du blocus ne signifie pas immédiatement le retour à une situation bien meilleure. Les conditions économiques à Berlin-Ouest s’aggravent après le blocus. Le nombre de chômeurs s’accroît brusquement en grande partie à cause de l’afflux de réfugiés est-allemands qui fuient les conditions de vie difficiles de la zone soviétique. De plus, les entreprises licencient la main-d’œuvre employée pendant le blocus pour compenser la pénurie d’énergie. Adenauer, le premier chancelier de la jeune République fédérale d'Allemagne, fait de la reconstruction du secteur économique de Berlin-Ouest une priorité. Un impôt spécial de solidarité, dit « Notopfer (de)» sous la forme d'un timbre obligatoire supplémentaire à mettre sur tous les courriers est prélevé jusqu’au 31 mars 1956.

### Ralliement des Berlinois à l'Ouest

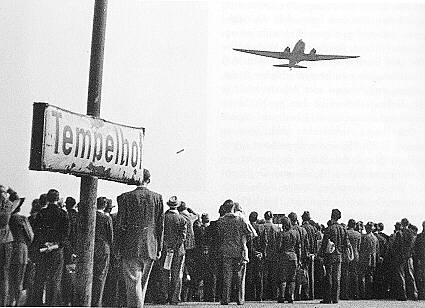
Atterrissage d’un avion à Tempelhof.

Avec le blocus, Berlin-Ouest devient un symbole de liberté pour les Occidentaux. Les Berlinois ne sont rapidement plus désormais perçus comme des nazis, mais comme des victimes de la menace soviétique.
Les Soviétiques et les communistes allemands sont convaincus que les Occidentaux ne seront pas en mesure de ravitailler durablement les Berlinois. Ils escomptent un ralliement massif à leur camp en proposant des rations de vivres et de charbon plus importantes. Moins de 5 % des Berlinois vivant dans les secteurs occidentaux vont franchir le pas. Dans leur grande majorité, les Berlinois de l'Ouest gardent confiance en l’occupant américain qui s’est mué à cette occasion en protecteur. Les autorités américaines peuvent compter sur les volontaires allemands pour participer au déchargement des avions de ravitaillement en échange d’une ration supplémentaire ou d’une cartouche de cigarettes. Et 17 000 Berlinois participent jour et nuit pendant trois mois à la construction de la piste de l'aéroport de Tegel en secteur français,.
Le blocus consomme la partition géographique et politique de la ville. L'administration unique issue des élections d'octobre 1946, perdues par les communistes, est peu à peu empêchée de fonctionner. Les Soviétiques tentent d'imposer l'administration communiste de la ville qu'ils instaurent par un coup de force le 30 novembre et d'empêcher la tenue d'élections dans les secteurs Ouest prévues pour le 5 décembre 1948. Le mois de novembre est le plus dramatique de tout le blocus : l'hiver est là, le pont aérien est considérablement ralenti par le brouillard et les communistes mènent toutes sortes d'actions d'intimidation pour rallier la population à leur cause et la convaincre de ne pas aller voter,. Pourtant, les Berlinois de l'Ouest tiennent bon et plus de 86 % d'entre eux participent aux élections municipales, que le parti communiste est-allemand, le SED, boycotte considérant que ces élections sont illégales. Les Berlinois de l'Ouest donnent une large victoire au parti social-démocrate, le SPD, déjà vainqueur des élections libres de 1946 dans toute la ville, mais dont son leader, Ernst Reuter, avait été empêché de diriger la ville par les Soviétiques.

## Une crise longue et dangereuse

### Neuf mois de négociations infructueuses

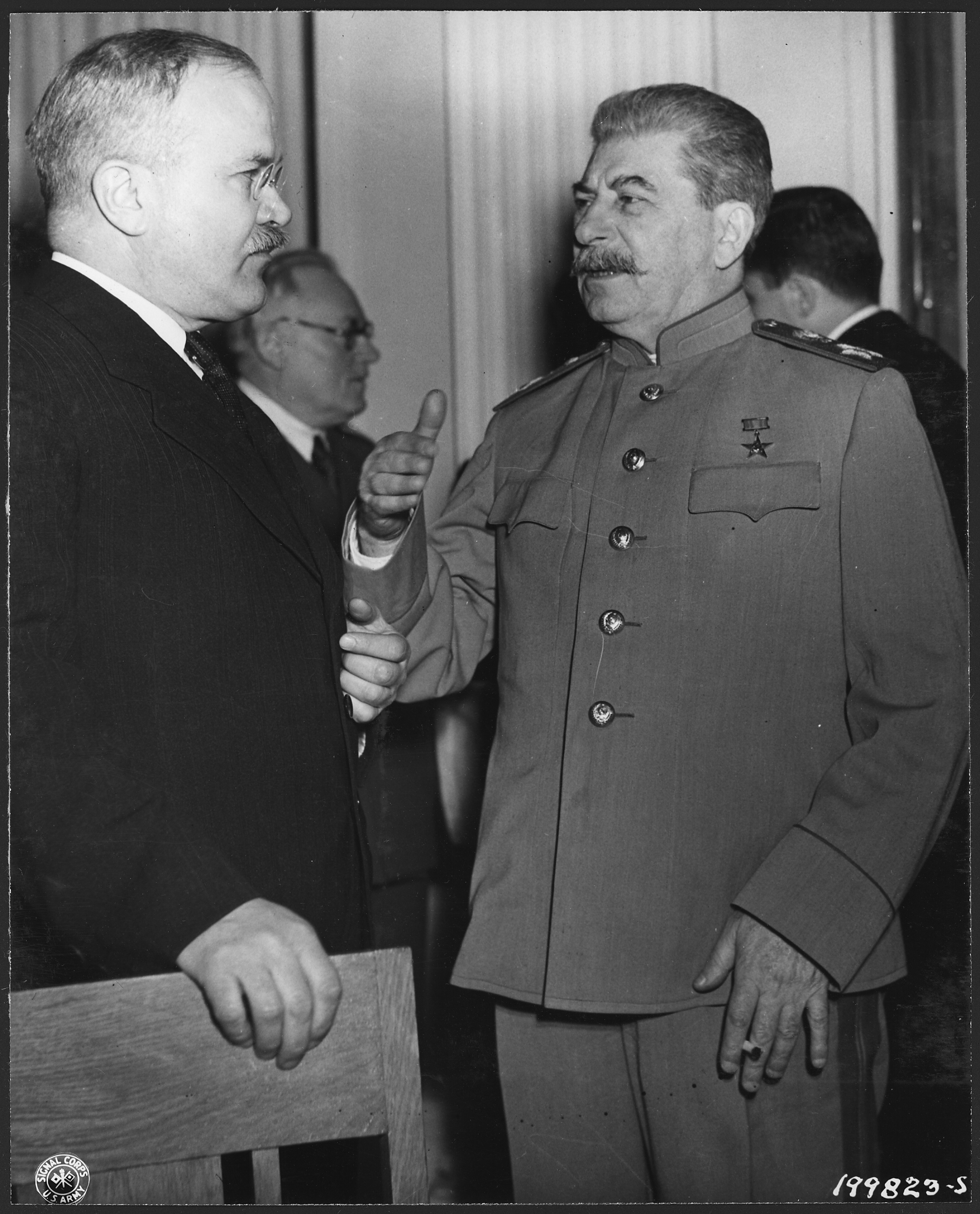
Viatcheslav Molotov et Joseph Staline.

Les gouverneurs militaires occidentaux vont voir leur homologue soviétique le 3 juillet pour lui demander de mettre fin au blocus. Celui-ci leur répond que les restrictions de circulation ne seront pas levées aussi longtemps que ne s'ouvriront pas de discussions au sujet des résultats de la Conférence de Londres,. Les doutes sont ainsi levés sur les motivations réelles de Staline en instaurant ce blocus. Marshall exclut le jour même tout report de la mise en œuvre des décisions de Londres et la tenue d'une nouvelle Conférence des ministres des Affaires étrangères des quatre puissances. Dans une note de protestation officielle adressée le 6 juillet à Moscou, les Occidentaux demandent la levée immédiate du blocus sans préalable et se disent prêts à discuter des questions relatives à Berlin au niveau des autorités militaires d'occupation,. Le 14 juillet 1948, la réponse des Soviétiques rejette sur les Occidentaux la responsabilité de la situation créée à Berlin par suite de leur réforme monétaire et de leur intention d'instaurer un gouvernement allemand dans leurs zones ; la note se conclut par le rejet de toute condition préalable à l'ouverture de négociations que l'Union soviétique est disposée à ouvrir, dès lors qu'elles ne se limiteraient pas à l'administration de Berlin mais incluraient le contrôle quadripartite de l'Allemagne,. Le désaccord est total entre les parties.
Fin juillet, les consultations entre les Américains et leurs alliés britanniques et français conduisent à la décision de demander aux Soviétiques d'ouvrir des discussions au plus haut niveau. Les diplomates occidentaux rencontrent Staline et son ministre des Affaires étrangères, Molotov à Moscou le 2 août 1948. Staline avance l’idée que la présence occidentale à Berlin n’est plus juridiquement fondée et propose de lever le blocus en échange du retrait de la circulation des marks occidentaux à Berlin et de négociations sur la décision des Occidentaux de fonder l'Allemagne de l'Ouest. Les Occidentaux sont prêts à accepter sous condition de la signature d’un accord sur le contrôle quadripartite de la circulation et de l’utilisation de la monnaie soviétique à Berlin. Malgré de nombreuses rencontres et une deuxième réunion, le 23 août, en présence de Staline, les discussions pour la rédaction d’un texte définitif n’aboutissent pas, Molotov refusant tout autre texte que celui qu’il a rédigé. Toutefois un accord intervient le 30 août par lequel les gouvernements des quatre puissances demandent aux gouverneurs militaires de rechercher un accord sur l'introduction du Mark soviétique à Berlin en échange de la levée du blocus. La crise semble proche d'être résolue.
Les réunions des quatre gouverneurs militaires se succèdent du 31 août au 7 septembre sans résultat. Aux yeux des Occidentaux, Sokolovski revient sur les promesses, pour partie orales, de Staline et ne semble pas véritablement rechercher un accord. Les Américains souhaitent dès lors adopter une position ferme, mais ils doivent composer avec leurs alliés européens qui craignent par-dessus tout une issue militaire à la crise. Aussi deux nouvelles rencontres ont-elles lieu avec Molotov les 14 et 18 septembre à l'issue desquelles le sentiment général des Occidentaux est que les Russes ne cherchent pas à négocier réellement. Le fait qu'entre temps la formation de l'Allemagne de l'Ouest avance vite, avec notamment le début des travaux du Conseil parlementaire pour en rédiger la Loi fondamentale sous la direction de Konrad Adenauer le 1er septembre 1948, amenuise leur intérêt à trouver un compromis à Berlin,.
La fermeté des Occidentaux est renforcée par le fait que le pont aérien fonctionne de mieux en mieux en septembre et que pour la première fois, le temps commence à jouer en leur faveur. La décision est prise par les Occidentaux de porter leur différend avec l'Union soviétique concernant Berlin et la question allemande en général devant les Nations-Unies. Marshall se rend le 19 septembre à Paris, d'où la diplomatie américaine sera conduite durant les deux mois suivants, pour participer à l'Assemblée générale des Nations-Unies à travers laquelle ils espèrent toucher l’opinion mondiale en mettant en avant les menaces pour la paix que fait courir l’attitude soviétique à Berlin. Bevin, Marshall et Schuman se mettent d'accord à Paris sur le texte d'une note qui est envoyée le 26 septembre aux Soviétiques dans laquelle ils annoncent leur intention de porter l'affaire de Berlin devant le Conseil de sécurité,. Le 29 septembre 1948, les Occidentaux saisissent le Conseil de sécurité de l'ONU qui s’empare de la question malgré l’opposition soviétique. Sous l'égide de plusieurs États membres du Conseil, une résolution de compromis est mise au point le 22 octobre qui propose de lever le blocus, d'introduire le Mark allemand de la zone soviétique dans tout Berlin et de réunir le Conseil des ministres des Affaires étrangères des quatre puissances pour rechercher un règlement plus vaste de la question allemande. Celle-ci n'aboutit pas en raison du veto soviétique lors de la réunion du Conseil de sécurité le 25 octobre 1948,.
Pour autant, les efforts diplomatiques vont être poursuivis de manière intense dans le cadre des Nations-Unies pendant plusieurs mois sous l'égide de pays neutres qui vont s'efforcer de mettre au point un accord acceptable par toutes les parties. Les discussions portent pour beaucoup sur la question de la monnaie à Berlin et sur la possibilité de restaurer au moins à Berlin une administration quadripartite. L'évolution de la situation à Berlin même influence ces négociations : le refus massif des Berlinois des secteurs occidentaux d'accepter de passer sous le contrôle du SED, le parti communiste allemand, et de leurs mentors soviétiques affaiblit les positions de Moscou et l'instauration, après les élections locales à Berlin du 5 décembre 1948, de deux administrations berlinoises distinctes, l'une dans le secteur soviétique, l'autre pour les secteurs occidentaux ne va pas dans le sens du retour au quadripartisme. Les Américains et dans une moindre mesure les Britanniques, sont aussi poussés à la fermeté en constatant que le pont aérien résiste à l'hiver. Les efforts de médiation de l'ONU sont stoppés par la décision des trois puissances occidentales prise le 20 mars 1949 d'introduire le Deutsche Mark dans leurs secteurs de Berlin.

### Sortie de crise
Le 30 janvier 1949, dans une réponse à des questions posées par un journaliste américain, Staline dit que « le blocus de Berlin serait levé si les Occidentaux reportaient la création de l'Allemagne de l'Ouest après une Conférence des ministres des Affaires étrangères » et ne fait pas mention de la question de la monnaie à Berlin. Les chancelleries occidentales s'interrogent longuement sur le sens à donner à cette déclaration et à cette omission. Truman lui-même est enclin à penser qu'il ne s'agit que d'une nouvelle manœuvre de propagande, mais il donne instruction au représentant des États-Unis à l'ONU, Philip Jessup, de contacter discrètement son homologue soviétique, Iakov Malik, pour savoir comment interpréter ces propos, ce qu'il fait le 15 février 1949. La réponse tarde, et pendant ce temps les négociations en cours à l'ONU continuent de ne mener nulle part. Mais le 15 mars, Malik informe Jessup qu'un accord sur la question de la monnaie n'est effectivement plus un préalable à la levée du blocus. Six jours plus tard, il confirme que le blocus sera levé dès qu'une date de réunion de la Conférence sera fixée. Sur ces bases, les quatre puissances occupantes parviennent le 4 mai 1949 à un accord sur la levée du blocus et du contre-blocus de Berlin le 12 mai 1949 et sur la tenue d'une nouvelle « Conférence des quatre ministres des Affaires étrangères » à partir du 23 mai suivant,.

### Premiers balbutiements de la dissuasion nucléaire
Durant le blocus, les Américains ont encore le monopole de l'arme nucléaire, mais pour peu de temps : les Soviétiques feront exploser leur première bombe atomique le 29 août 1949, trois mois après la fin du blocus. Pour autant, en juin 1948, les Américains n'ont pas de doctrine définie d'emploi de l'arme nucléaire, et ont depuis la fin de la Seconde Guerre mondiale peu développé leur arsenal qu'ils ont placé sous contrôle civil de l'Atomic Energy Commission (AEC). Le plan Trojan, premier plan de frappe nucléaire, est établi en décembre 1948.
À partir du 16 juillet 1948, soixante bombardiers stratégiques Boeing B-29 Superfortress du Strategic Air Command sont progressivement déployés sur des bases en Grande-Bretagne, avec le plein soutien du gouvernement britannique. Ils ne sont pas équipés de bombes atomiques, mais le doute à cet égard est entretenu volontairement. Leur présence sur le sol européen envoie un message clair aux Soviétiques et constitue le tout premier exemple de dissuasion nucléaire,.
Le 13 septembre 1948, le secrétaire à la Défense James Forrestal obtient de Truman l'assurance qu'en cas de guerre il serait prêt à utiliser la bombe atomique. Les premiers plans de bombardement atomique sont élaborés par les états-majors américains en 1948 et 1949, mais Truman laisse les armes nucléaires sous le contrôle civil de l'AEC, demande que des plans de bombardement non nucléaire soient également établis et se réserve le droit exclusif de décider de l'usage des bombes atomiques, sans préciser quelles seraient les circonstances qui l'amèneraient à le faire,.

## Fin du blocus et partition de l'Allemagne (mai 1949 - octobre 1949)

### Levée du blocus par les Soviétiques

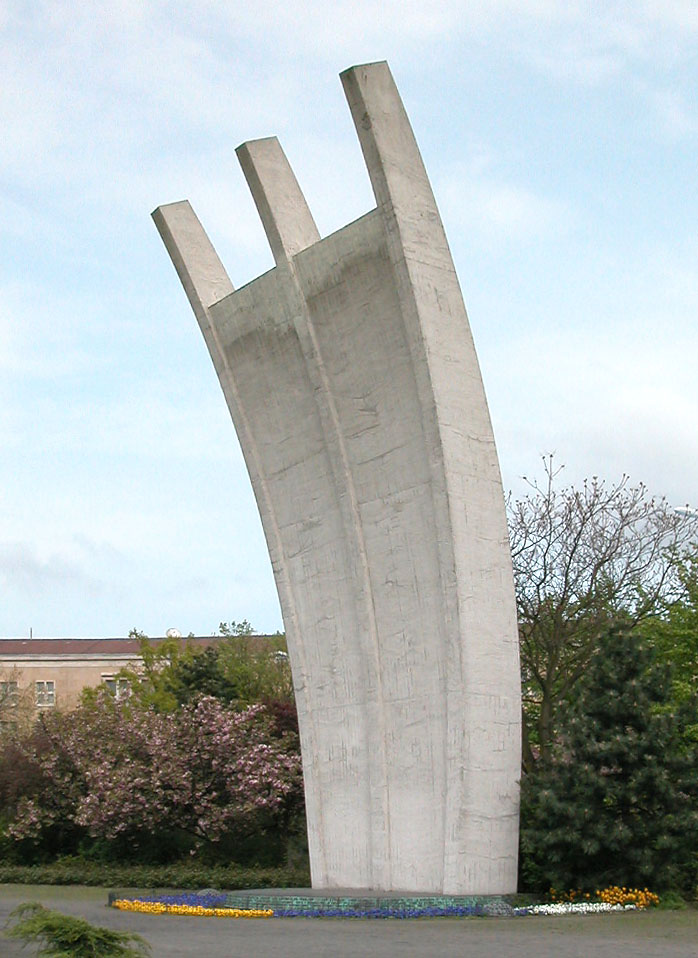
Monument commémoratif élevé à Tempelhof.

L’Union soviétique lève le blocus le 12 mai 1949 à minuit. La circulation entre la trizone et la zone soviétique est rétablie. Des journalistes venus du monde entier couvrent l’événement. Le Monde relate dans son édition du 13 mai :

« L’autostrade Hanovre-Berlin se transforma cette nuit en autodrome. Massée derrière la barrière britannique de Helmstedt une file ininterrompue de voitures attendait, encombrant les quatre chaussées inutilisées depuis dix mois. À minuit et une minute la barrière fut levée. À 1 h 46, les premières voitures alliées venant de Helmstedt apparaissaient sur l’autostrade. Six cents personnes étaient venues les acclamer. »

En levant le blocus, Staline reconnaît sa défaite ; il n'a pu empêcher les Occidentaux de mener à bien le processus de fondation de l'Allemagne de l'Ouest et de former une alliance militaire, le Traité de l'Atlantique nord, entre les États européens de l'Ouest et les États-Unis, dont la présence militaire sur le sol européen est ainsi pérennisée. Cette victoire du camp occidental est, pour une large partie, dû au succès technique du pont aérien que Staline ne pouvait bloquer que par l'emploi de la force militaire, risque qu'il ne voulait pas prendre. Pour le camp occidental, la démonstration est faite qu'une résistance prolongée face aux intimidations soviétiques peut forcer l'URSS à accepter un compromis. L'autre dimension capitale du succès des puissances occidentales est qu'elles ne sont plus considérées par les Allemands comme des occupants, mais sont devenues leurs protecteurs face à l'Union soviétique et au communisme.
Un monument commémoratif du pont aérien a été élevé à Tempelhof, affichant les noms des 40 pilotes britanniques et des 31 pilotes américains qui ont perdu la vie lors de l’opération. Des monuments similaires peuvent être vus à l’aéroport militaire de Wietzenbruch, près de Celle, et à la base aérienne de Rhin-Main (Rhine-Main Air Base), près de Francfort-sur-le-Main.

### Naissance de l'Allemagne de l'Ouest et de l'Allemagne de l'Est

L’Europe séparée par le rideau de fer. En rouge, les pays du bloc communiste (la Yougoslavie et l'Albanie finissent par rompre avec l’URSS).

Le blocus de Berlin accélère la partition de l’Allemagne. Suivant en cela les conclusions de la conférence de Londres, un Conseil parlementaire, élu pour élaborer un projet de constitution d'une Allemagne de l'Ouest fédérale se réunit la première fois à Bonn le 1er septembre 1948. Konrad Adenauer est élu à la présidence de ce conseil. Le Conseil parlementaire élabore la Loi fondamentale, constitution d’un nouvel État regroupant les Länder de la trizone, dévoilée aux Allemands le 23 mai 1949. Elle est ensuite adoptée par voie référendaire, donnant naissance à la République fédérale d'Allemagne.
De leur côté, les Soviétiques créent dans leur zone la République démocratique allemande en octobre 1949. Point de rencontre des deux modèles, Berlin devient la vitrine des modèles occidental et soviétique.

### Organisation de la défense collective des Occidentaux
Les Français et les Britanniques sont depuis fin 1947 très préoccupés de la menace militaire soviétique, qui prend le pas progressivement sur les craintes d'un renouveau militaire allemand qui dominaient dans l'immédiat après-guerre,. Les pays occidentaux n’ont pas attendu le blocus de Berlin pour s’organiser contre l’Union soviétique. En mars 1948, la Belgique, la France, le Royaume-Uni, le Luxembourg et les Pays-Bas signent le traité de Bruxelles qui crée une alliance défensive des États membres européens, l’Union de l'Europe occidentale,.
Mais les Européens ne pensent pas pouvoir assurer leur sécurité sans l'engagement des États-Unis à leurs côtés. L'impossibilité de résoudre la crise de Berlin par la diplomatie incite les Occidentaux à former une alliance qui garantisse dans le long terme l'engagement des États-Unis dans la défense de l'Europe de l'Ouest : les négociations officielles sur le texte du futur Traité de l'Atlantique Nord s'ouvrent à Washington le 10 décembre 1948 entre les pays signataires du Traité de Bruxelles, le Canada et les États-Unis. La signature du Traité de l'Atlantique Nord le 4 avril 1949 affaiblit encore la position soviétique. L’un des articles du traité précise que « les Parties conviennent qu’une attaque armée contre l’une ou plusieurs d’entre elles survenant en Europe ou en Amérique du Nord sera considérée comme une attaque dirigée contre toutes les Parties. ».

## Photos et vidéo
- Film du gouvernement britannique de 1950 sur le pont aérien de Berlin (en anglais, durée de 10 min 13 s).

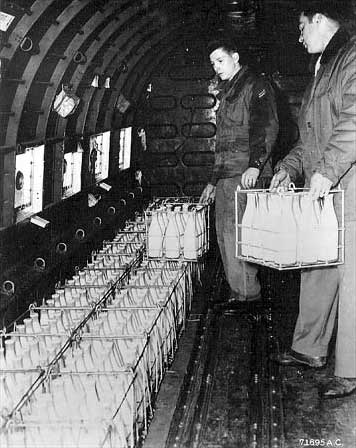
Chargement de bouteilles de lait dans un avion à destination de Berlin-Ouest.
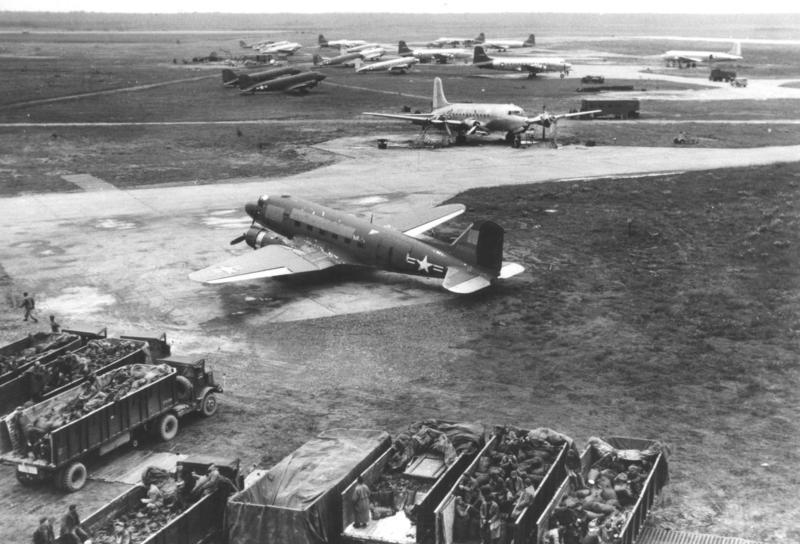
Des avions Douglas C-47 Skytrain sont chargés à l'aéroport de Francfort.
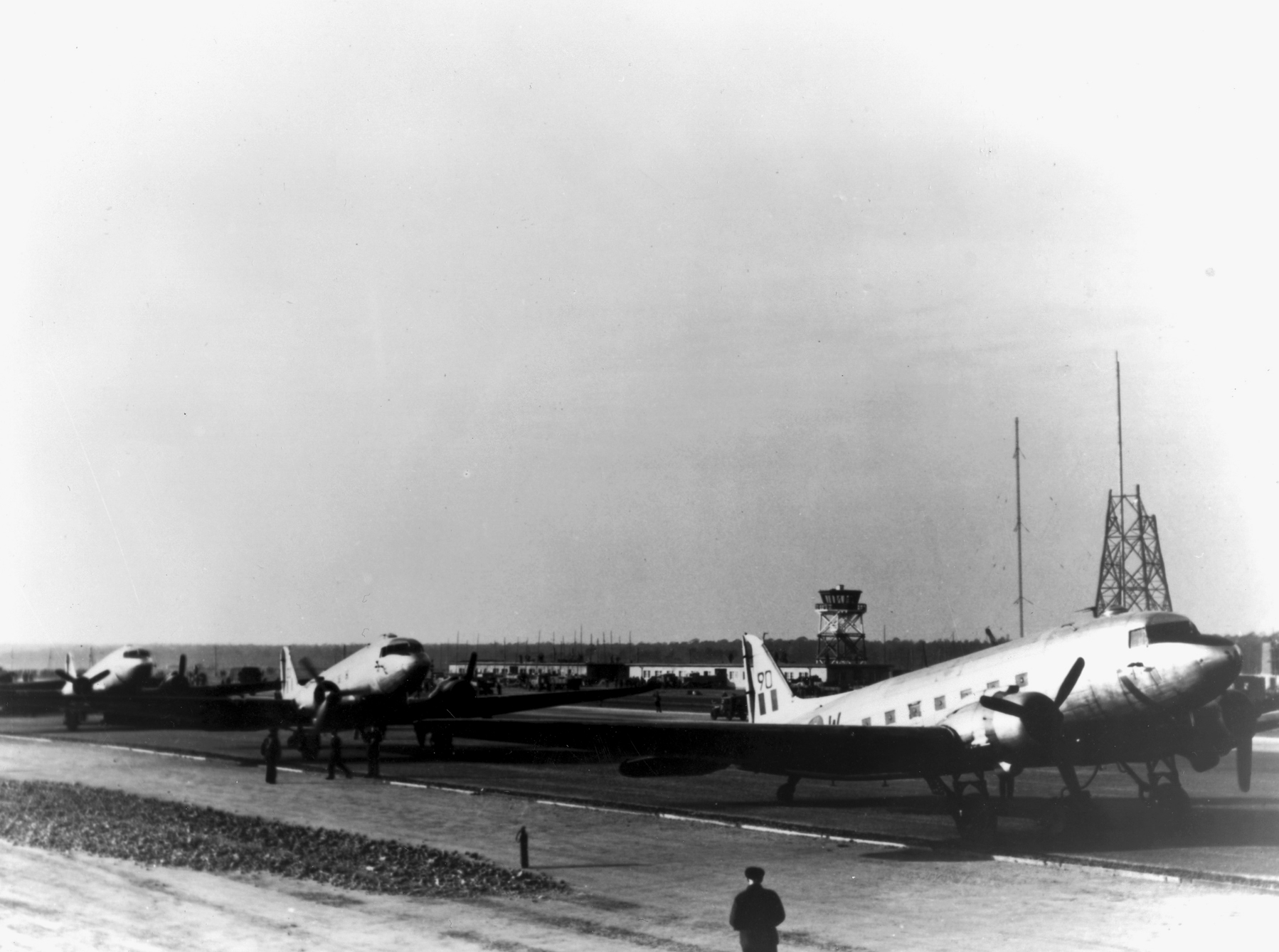
Douglas C-47 Dakota de la Royal Air Force à l'aéroport de Berlin-Tegel durant le blocus de Berlin.
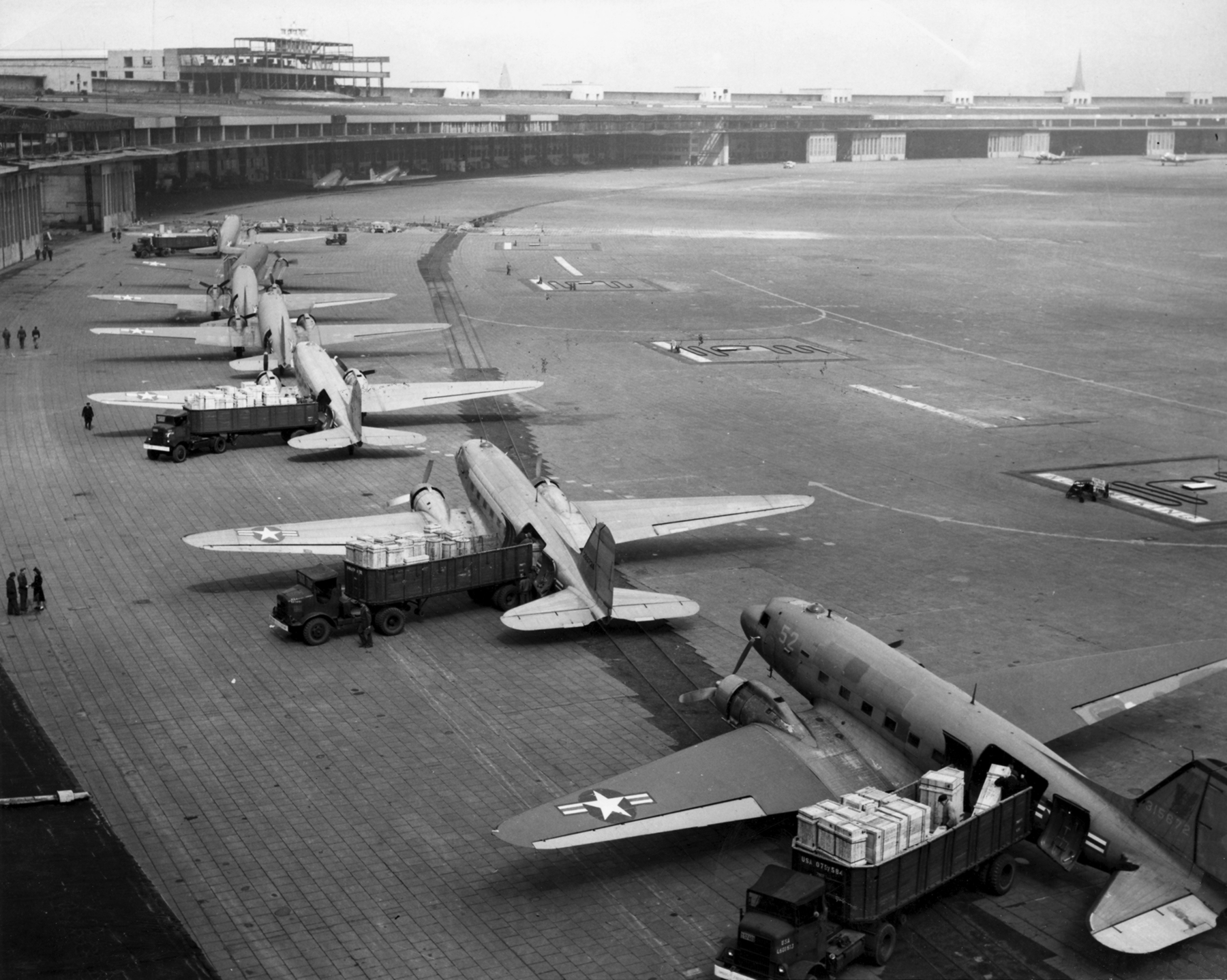
C-47 Skytrains en cours de déchargement à l'aéroport de Tempelhof durant le blocus de Berlin.
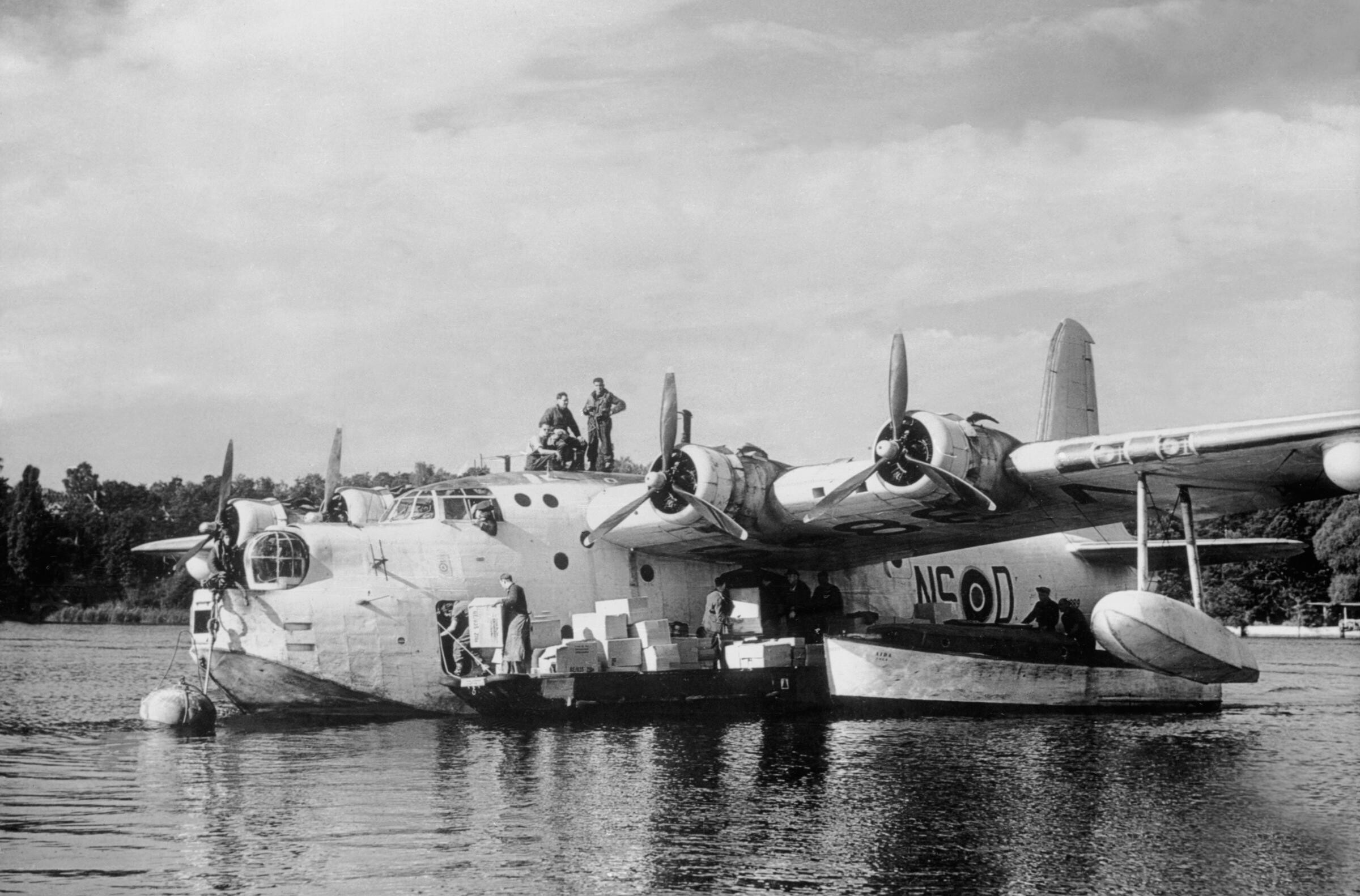
Un Sunderland Mark V de la Royal Air Force ancré sur la rivière Havel (les membres de l'équipage se détendent sur le toit de leur avion alors que leur fret est déchargé).
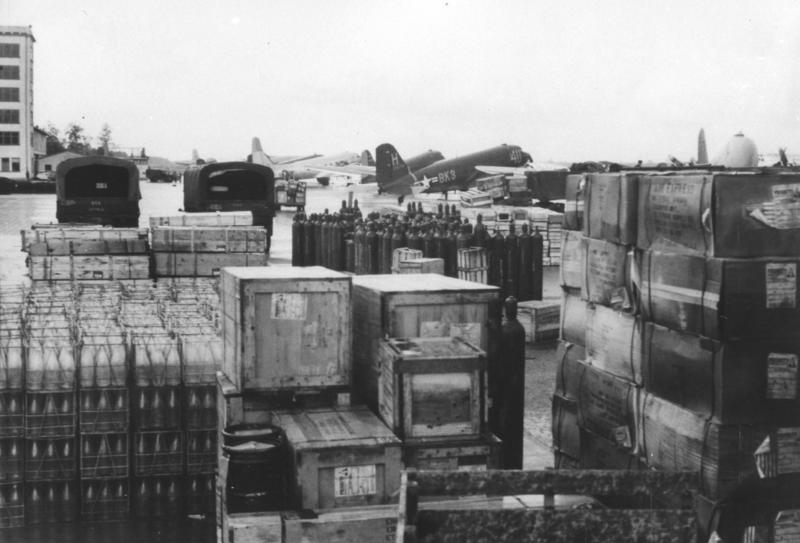
Base aérienne de Frankfort, marchandise a destination de Berlin, 26 juillet 1949.
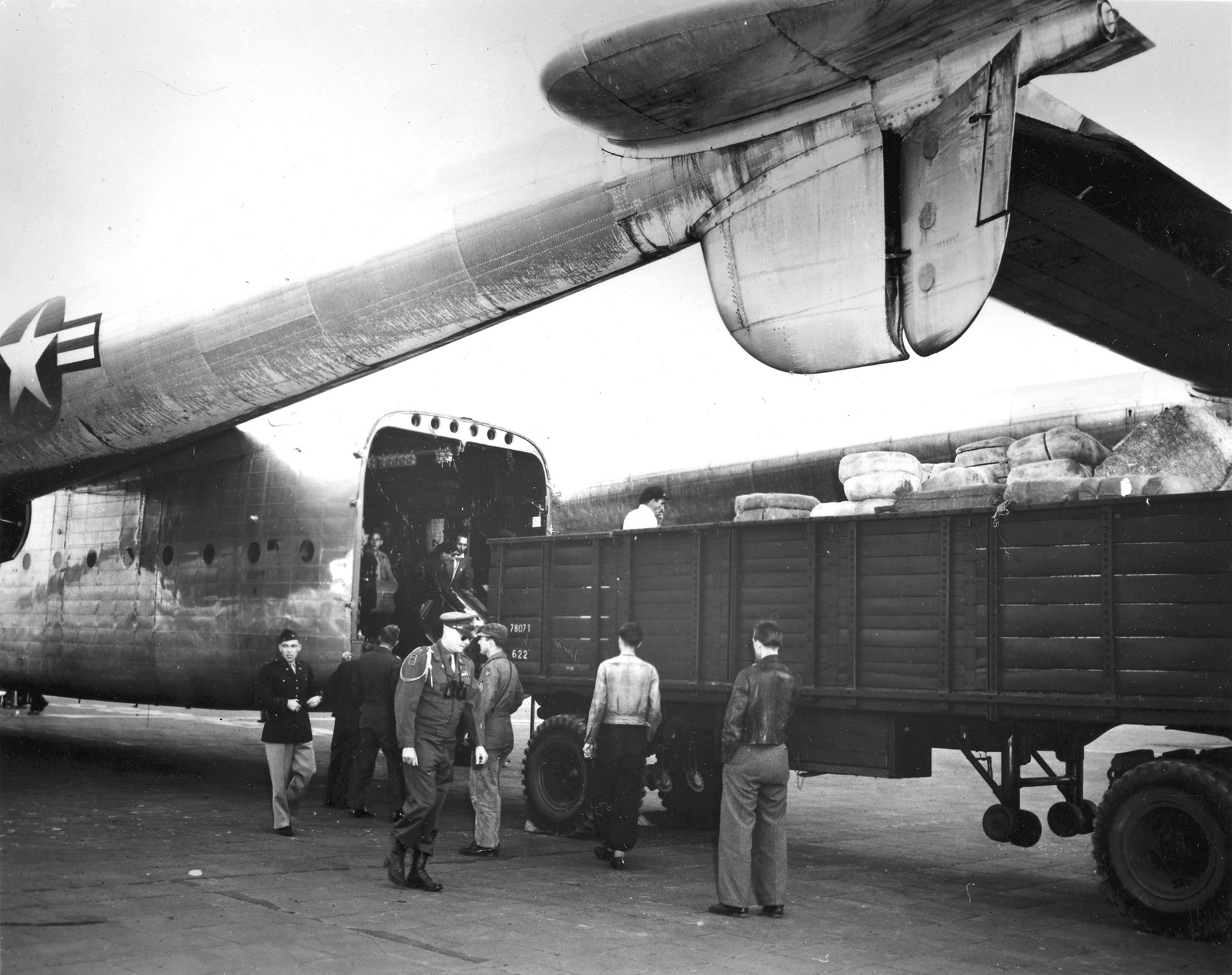
Le premier Fairchild C-82A Packet de l'U.S. Air Force utilisé pendant le pont aérien de Berlin est déchargé à l'aéroport de Tempelhof.
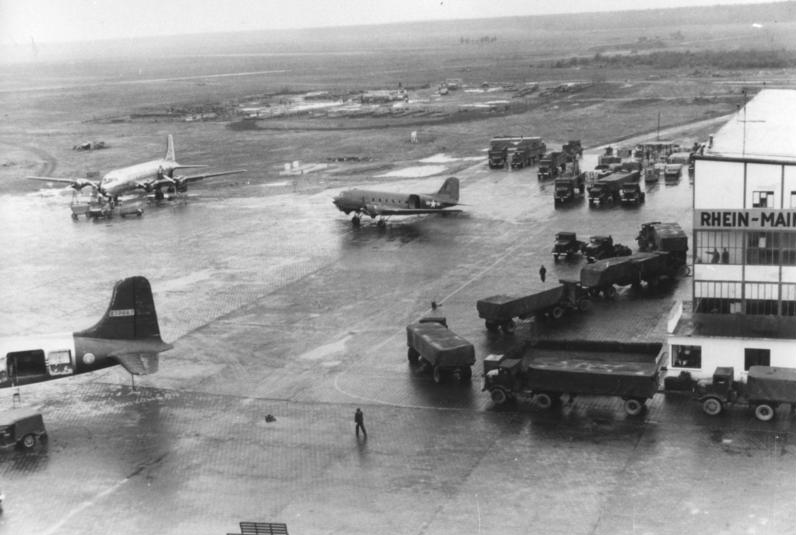
Camions de la 67th Transportation Company livrant les marchandises du Glessen Quartermaster Depot sur la base aérienne de Rhein-Main.
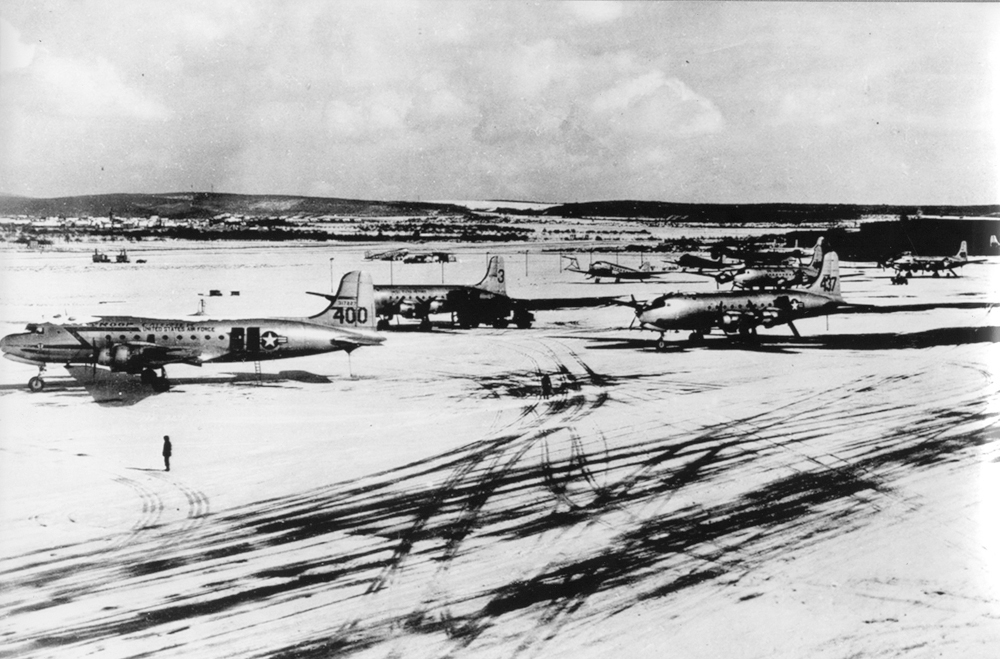
Base aérienne de Wiesbaden sous la neige durant le blocus en 1949.
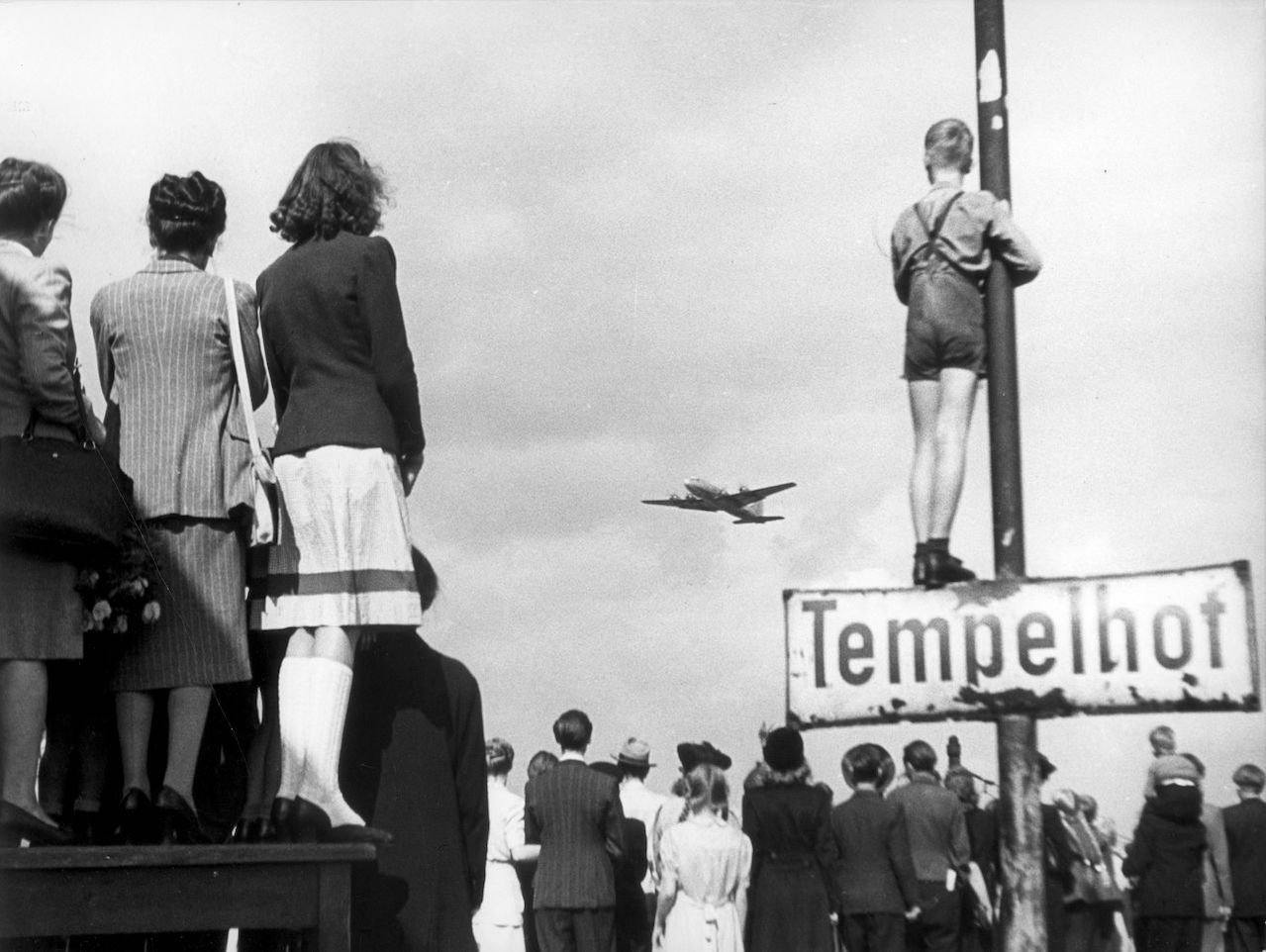
Berlinois observant un avion de transport aérien atterrir à l'aéroport de Tempelhof en 1948.
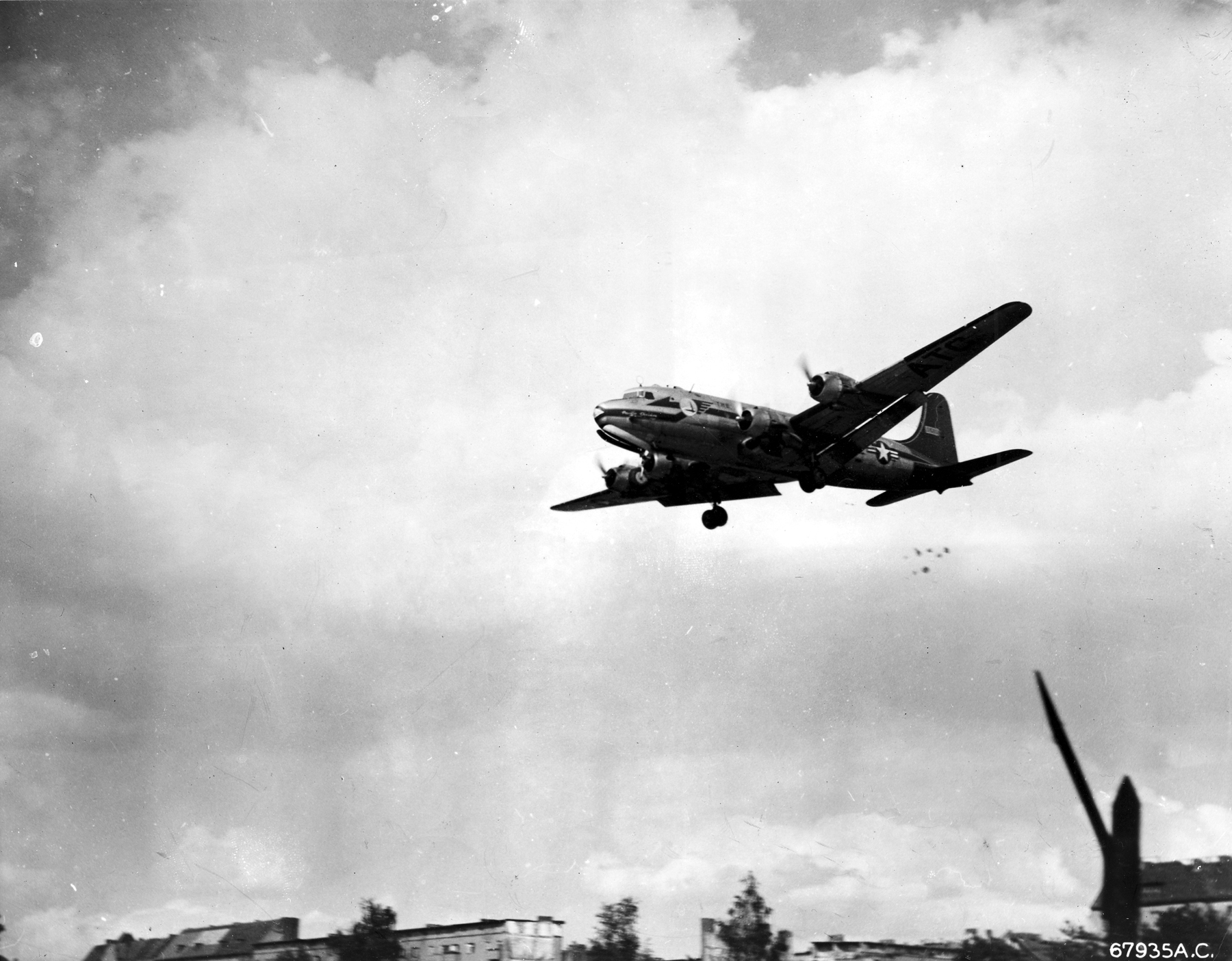
Un Rosinenbombers C54 larguant ses friandises sur Berlin.
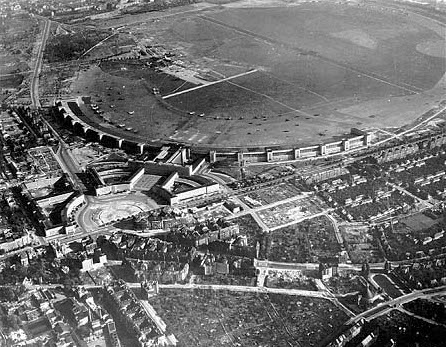
l'aéroport de Tempelhof vers 1948.
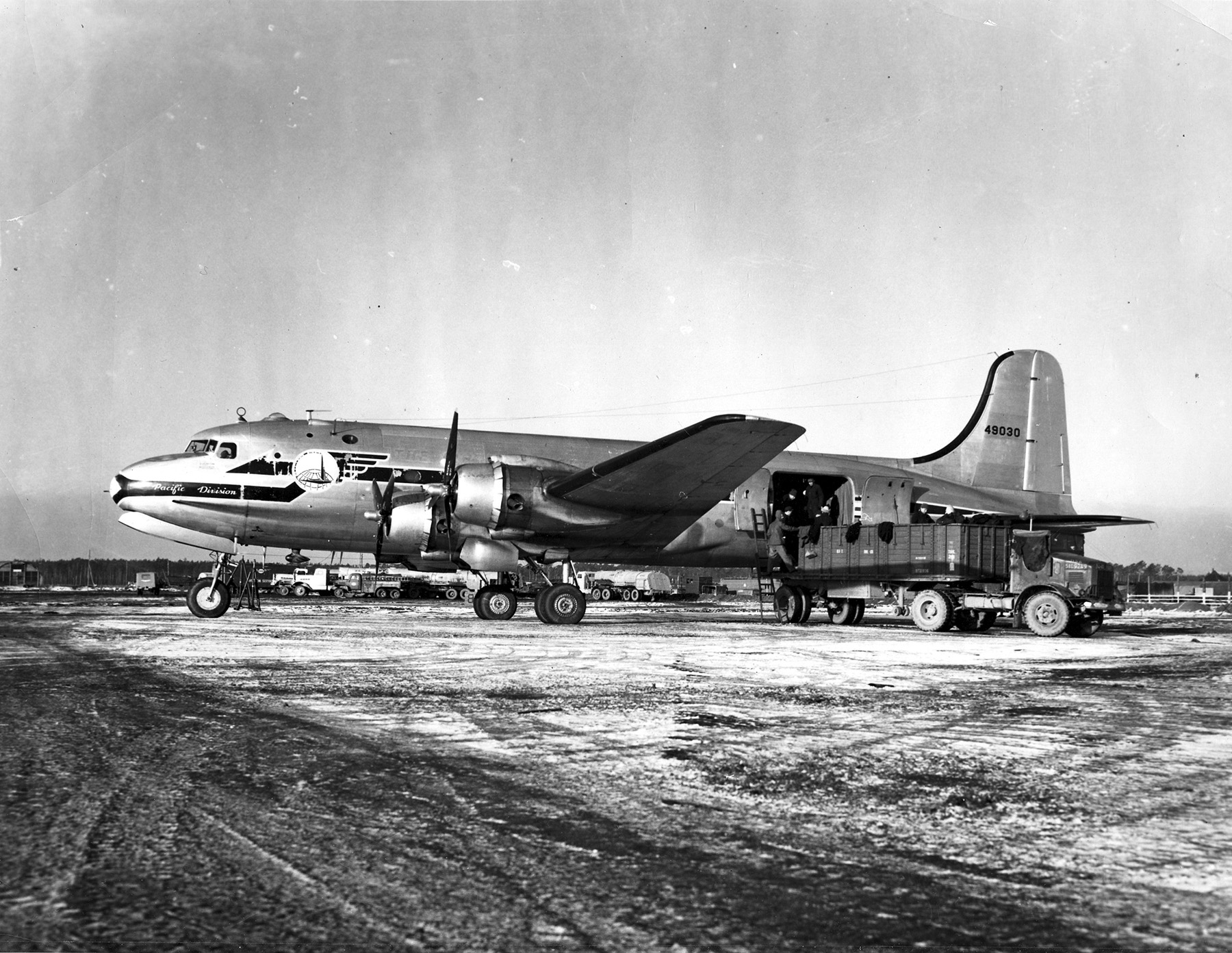
le Douglas C-54E-1-DO Skymaster no 44-9030 de l'U.S. Air Force durant le blocus de Berlin.
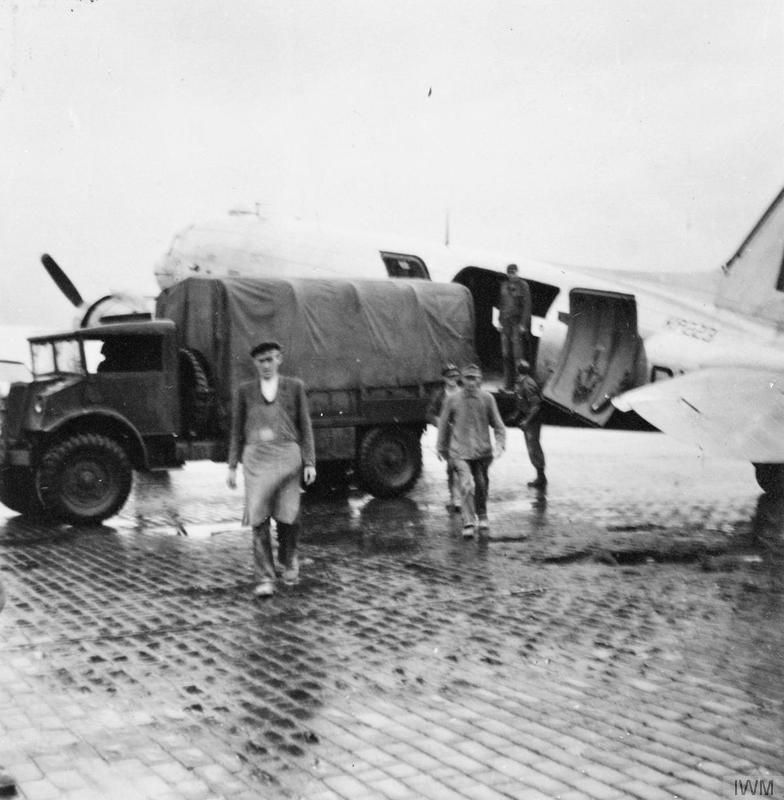
Des travailleurs civils déchargent le Douglas C-47 Dakota KP223 du 53 Squadron de la RAF.
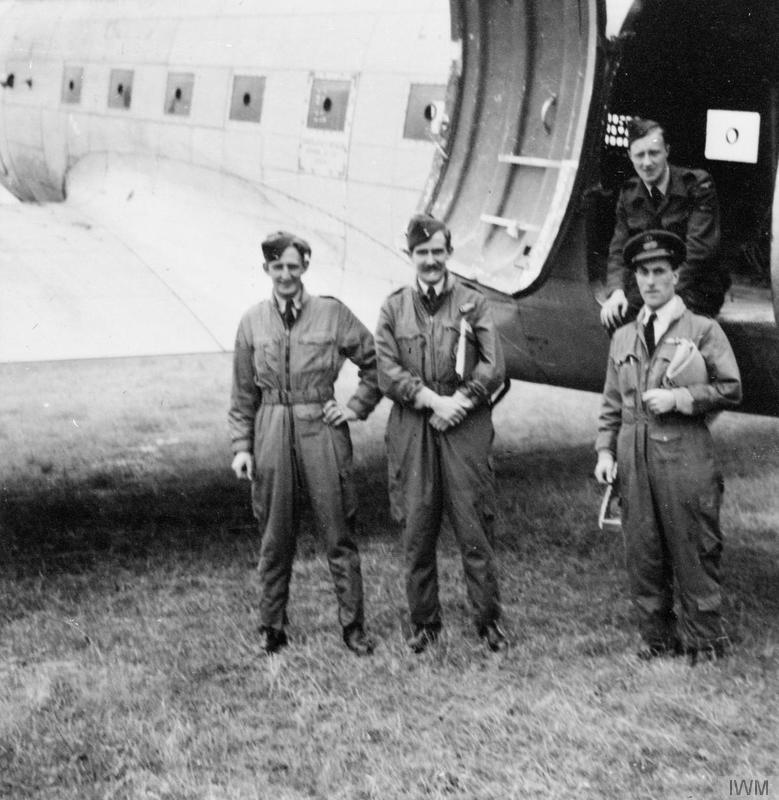
Le pilote de la RAF, Brian Shepheard, et son équipage devant leur Douglas Dakota à Gatow pendant le pont aérien de Berlin en 1948.
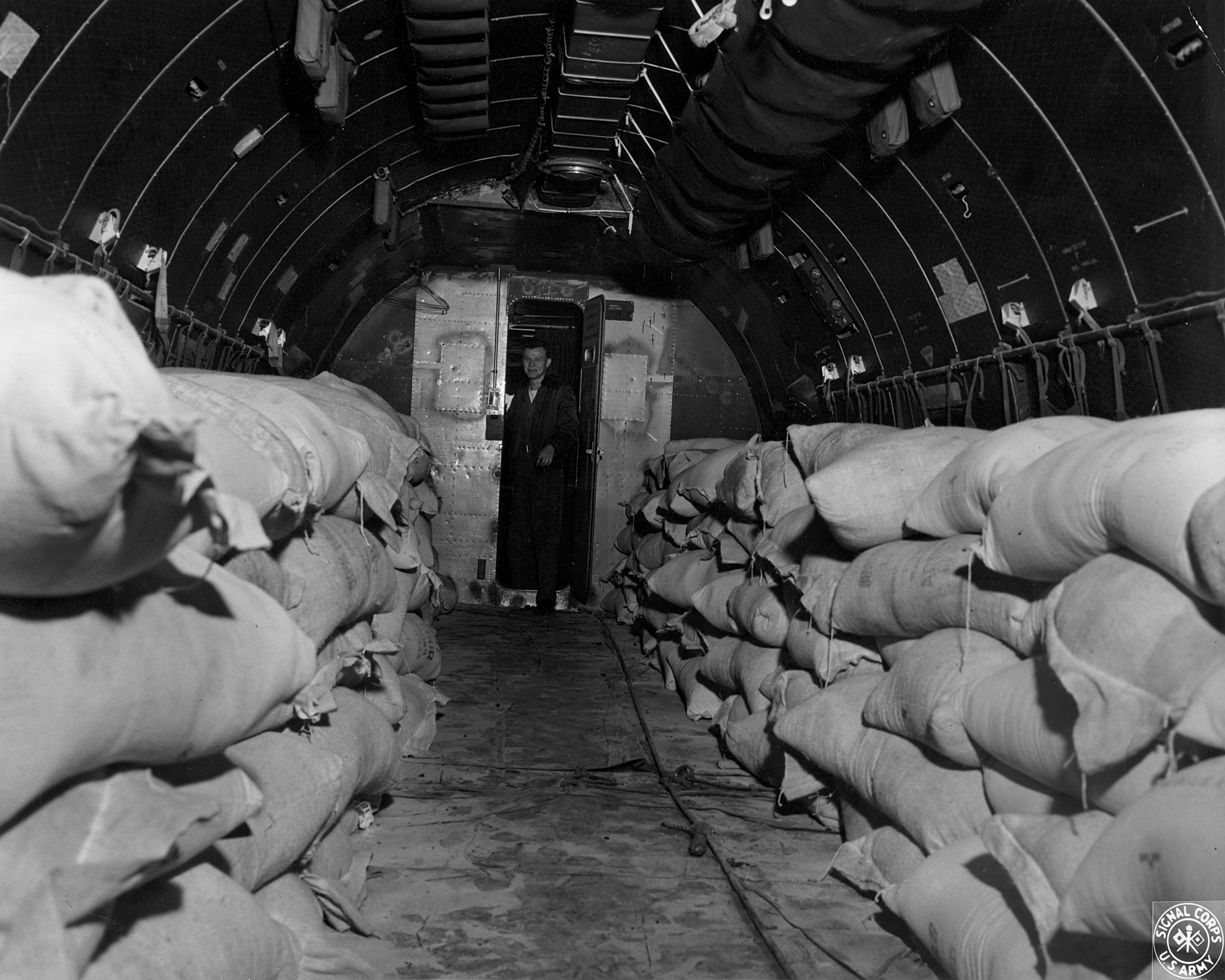
chargement de farine dans un Douglas C-54 Skymaster.
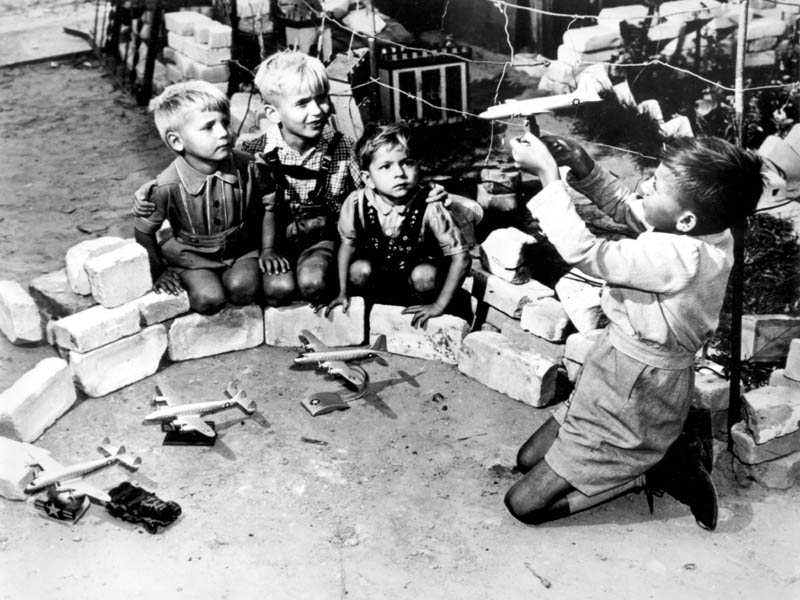
Des enfants de Berlin-Ouest jouent au pont aérien, 1948.